# 水滸伝の成立史
水滸伝の成立史（すいこでんのせいりつし）は、中国明代に成立した長編小説で四大奇書の一つである『水滸伝』の成立過程に関わる様々な論点についての概説である。
『水滸伝』は、北宋末期徽宗皇帝（在位1100年 - 1125年）の治世、山東の大沼沢「梁山泊」に集った、宋江ら宿星を背負う108人の盗賊の流転を描いた通俗（白話）小説である。物語の核は、史実で同時期に山東に横行した盗賊「宋江三十六人」の故事に由来するものの、その筋立ての多くは南宋代の都市で語られた講談で培われ、元の雑劇である元曲などの要素を吸収しつつ、明代中期（16世紀半ば）に、小説としての形が確立した。
現存最古の完成された小説テキスト（文献本）は、万暦38年（1610年）に杭州の容与堂という書店が発売した『李卓吾先生批評忠義水滸伝』（容与堂本と称する）であり、小説として完成した年代はそれからややさかのぼった嘉靖年間（1522年 - 1566年）の頃が有力と推定されている。

## 作者の問題

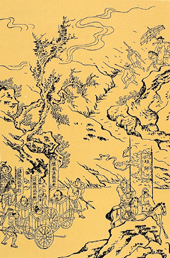
水滸伝挿絵「囚車解草寇」

小説『水滸伝』の作者については、古くからいくつかの説が存在し、大まかに
- 施耐庵説
- 施耐庵/羅貫中説
- その他の説

に分けられる。その他の説とは施耐庵や羅貫中がペンネームで正体は別の作家だとする説や、グループで執筆が行われたため個人の作者が特定できないとする説、そもそも数多くの講談や雑劇を寄せ集めた作品であるため特定個人の作者はいないとする説などを含む。特定作者を推定する場合も、元になった話の骨格や各回を構成する逸話は、講談や雑劇等で培われていたことが前提の上であり、一から小説を書き上げた作者というよりは、多くの要素をまとめた編者ないし完成者としての役割が想定されている。

### 施耐庵
現在、最も一般的に作者と目されているのは施耐庵であるが、これは現存する文献や『水滸伝』の古本に作者として記されている例があるからである。『水滸伝』に関する最も古い記録である『百川書志』に「忠義水滸伝一百巻 銭塘施耐庵的本 羅貫中編次」と記されており、すでに当時から施耐庵が作者であるとの記述がされていたことが分かる。しかし、施耐庵なる人物は水滸伝の作者として名が挙げられるのみで、どのような素性の者かを語る資料は全く存在せず、生没年も出身も不明である（上記『百川書志』に従えば銭塘出身か）。
当時通俗小説は、学のない者が読む程度の低い文章とされ、知識人の間では軽蔑された読み物であった。そのため作者が堂々と本名を名乗って上梓することはなかったと思われ、「施耐庵」は誰か別の作家が本名を隠すためのペンネームであったとする説もある。中国では元末明初の戯作者施恵をあてる説もあり、孫楷第などは『中国通俗小説書目』で耐庵は施恵の号であると主張する。また後述の郭勛（武定侯）のペンネームが施耐庵であったとする説もある。

### 羅貫中
『三国志演義』の作者として知られる羅貫中もまた、『水滸伝』の作者とする説がある。『続文献通考』（王圻）、『西湖遊覧余志』（田汝成。嘉靖30年（1551年）頃成立）、『也是園書目』（銭曾。清初成立）などでは、『水滸伝』の作者を羅貫中と記している。また上記の『百川書志』や、『七修類稿』（郎瑛著。後述）では、羅貫中・施耐庵2人の名を挙げる。現存する『水滸伝』のテキストでも「施耐庵集撰、羅貫中編修」とするものが多い。羅貫中もまた経歴不明な人物であり、一般的には元末明初（14世紀半ば）の人物とされる。賈仲名の『録鬼簿続編』によれば、親友の羅貫中は太原の人で湖海散人と称していたこと、楽府や戯曲を書いていたこと、至正24年（1364年）に最後に会ったことが記されている。ただしこの羅貫中が『三国志演義』や『水滸伝』等の通俗小説を書いたことは一切記されておらず、同姓同名の別人である可能性が高い。一方、羅貫中は明代中期の人物であるとする説もあり、実際正徳年間（1506年 - 1521年）末期から嘉靖年間（1522年 - 1566年）にかけて『三国志演義』『三遂平妖伝』等の長篇小説数十種が「作者・羅貫中」名義で続々と出版されている。ただし、こちらの羅貫中もすべて同一人物とは限らない。著作権意識の無かった当時、一つの小説が売れると「同じ作者の作品」と称して別の作品を宣伝することがあったためで、ベストセラー作家として羅貫中の名が勝手に使用された可能性も否定できない。また短期間に大量の長篇を続々と著作していることから、一人の作者の手になるものではなく、何人かのグループで執筆された可能性も高く、羅貫中の名はその作家グループの名であったということも考えられる。実際、現行『水滸伝』の冒頭には「詞に曰く、試みに看よ書林の隠処の、幾多の俊逸なる儒流を…」との文があり、複数の作者による合作宣言とも受け取れる。
いずれにしても『水滸伝』の作者を施耐庵もしくは羅貫中個人に比定することには無理があり、現時点では作者不詳と言わざるを得ない。

### 李卓吾
『水滸伝』の作者としては上記のごとく施耐庵・羅貫中が挙げられることが多いが、その他にも作者に準ずる存在ともいうべき重要人物がいる。李卓吾と金聖歎である。
『水滸伝』の良質な古本である容与堂本（百回本）や袁無涯本（百二十回本。楊定見本とも）などは、いずれも「李卓吾先生批評忠義水滸伝」などの名がつけられ、本文中の割注や、ページの上部（眉批）、各回の末尾（総批）などに様々な形式で「李卓吾批評」が挿入されている。
李贄（字は卓吾）は明末の高名な思想家（陽明学者）であり、童心説（偽りや汚れのない真心を尊ぶ）をもって知られていた存在であり、それゆえに『西遊記』や『三国志演義』などの通俗小説を高く評価していた。これは経書や史書・詩文をもって最高の文学としていた従来の儒教的倫理観からははなはだ逸脱した価値観の表明であり、その危険思想ゆえに李卓吾は迫害され、獄中で自殺するという最期を迎えた。しかし通俗文学の世界では、これを評価した李卓吾の名声は高く、小説に李卓吾の批評がつけば、セールスポイントになるという事情があった。このため『水滸伝』においても「李卓吾先生批評」とされながらも、実際に本人が書いたものであるかどうかは不明であり、むしろ李卓吾の名をかたって他の文人（たとえば葉昼など）が書いた可能性が高い。

### 金聖歎
『水滸伝』文繁本3種（後述）のうち、七十回本についてのみ、執筆した作者が金聖歎であることが確実に判明している。金人瑞（字は聖歎）は、明末清初の蘇州出身の文芸批評家。生年は1607年説・1610年説などがあり、1661年順治帝の崩御を機に暴動が起きた「哭廟事件」で冤罪ながら捕らわれ、処刑されるに際して「痛快痛快!」と叫んで斬首されたという畸人である。
金聖歎は李卓吾と同様、『水滸伝』や『西廂記』などの小説を高く評価し、文学史上自分自身に匹敵するほどの才人として荘周（『荘子』）、屈原（『離騒』）、司馬遷（『史記』）、杜甫、施耐庵（『水滸伝』）、董解元（『西廂記』）の6人を挙げた。それぞれの作品を「六才子書」と名付けて、自らそのすべての批評を作ろうと試みたが、実際には第六才子書『西廂記』と第五才子書『水滸伝』のみを完成させた後に処刑された。
その第五才子書『水滸伝』で金聖歎は、当時流布していた百二十回本の内容のうち前半の七十一回までは施耐庵の手に成る秀逸な部分だが、後半の約五十回分は羅貫中が増補した退屈な部分であり、すべて削除されるべきであると主張した（金聖歎の独断であり論拠はない）。そして従来の第一回を楔子（プロローグ）として、第二回から七十一回までをそれぞれ一回ずらして第一回から七十回までに再編するという大胆な試みを行った（後述）。この乱暴な改変には賛否両論があったが、清代中期以降は金聖歎本の方が優勢となり、やがて他の版（百回本・百二十回本）の存在が忘れ去られるほどに隆盛した。そのため七十回本に関する限りにおいては、『水滸伝』作者として金聖歎の名を挙げることができよう。

## テキストの種類

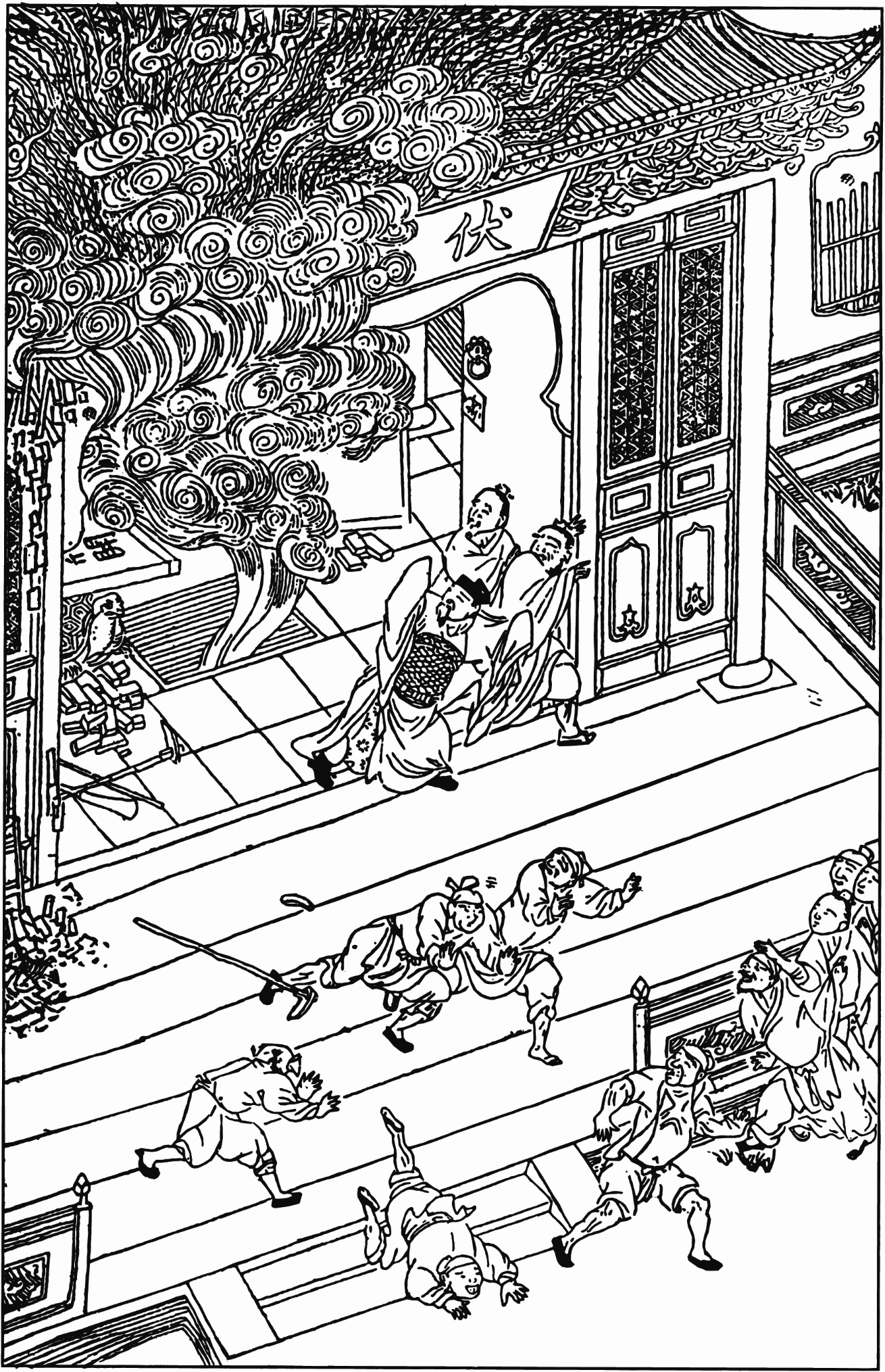
洪太尉、妖魔を走らす

### 文繁本と文簡本
現在に残る『水滸伝』のテキストには種類が多くある。明代の長篇小説では、より精細な叙述で情趣豊かに語られる文繁本と、筋立てを重視して煩雑な表現を簡略化し分量を減らした文簡本に大きく分けられることが多く、『水滸伝』にも文繁本系統と文簡本系統の2系統が存在する。便宜上、回数（回は現在の章にあたる）の長さで分類する。現存する主だったテキストは以下の通りである。
- 文繁本系統
七十回本、百回本、百二十回本
- 文簡本系統
百十回本、百十五回本、百二十四回本

文簡本は手早く話の筋を追いたい読者向けというだけではなく、文章量を減らした分の空きスペースを利用して挿絵を挿入することで（挿図本）、知識レベルの低い読者にイメージを伝え読みやすくする目的もあった（全ページ挿絵入りの本を「全相本」と呼ぶ）。成立史からいえば、文簡本は百回本を簡潔化した上で、百二十回本に先んじて田・王征伐故事（後述）を挿入したものであり、成立自体は文繁本よりも遅れる。そこで、ここでは文繁本の成立のみに注目する。
文繁本3種のうち、中国では清代中期以降、七十回本が隆盛し、他の版本の存在が忘れられるほどとなった。日本では江戸時代前期に輸入されて以降、最も回数の多い百二十回本が完全と見なされたが、百回本も存在した。中国で百回本・百二十回本が「再発見」されたのは、魯迅ら日本への留学生が、日本で発見した版本を逆輸入して以降である。話の上では七十回本でも完結した印象を受ける（七十回以前と以降で筋立ての独立性が高い）上、文章の性質からも前半部は白話（口語）表現が多いのに対し、後半部は文言表現が多いなど、文体の上からも別の作者によって書かれた形跡がある。そのため先に七十回本が存在して、それに後日談を加えたものが百回本・百二十回本であるようにも見えるが、現在では以下のような様々な研究から実際には百回本→百二十回本→七十回本の順に成立したことが判明している。

### 本文の構成
文繁本各本の構成は、大きく分けて以下の部分から成る。含まれる要素の違いによる回数の差が文繁各本の主な違いとなる。
| 順番 | 部分           | 百回本    | 百二十回本 | 七十回本 | 概要                               |
| ---- | -------------- | --------- | ---------- | -------- | ---------------------------------- |
| I    | 発端           | 1回       | 1回        | 楔子     | 洪信が108の妖星を俗界に放つ        |
| II   | 梁山泊結集     | 2～71回   | 2～71回    | 1～70回  | 108星の好漢が梁山泊に集結する      |
| III  | 招安           | 72～82回  | 72～82回   | なし     | 梁山泊軍が朝廷に帰順する           |
| IV   | 大遼征伐       | 83～90回  | 83～90回   | なし     | 契丹族の遼国と戦う                 |
| V    | 田虎・王慶征伐 | なし      | 91～110回  | なし     | 河北の田虎と淮西の王慶を討つ       |
| VI   | 方臘征伐       | 91～100回 | 111～120回 | なし     | 江南の方臘を征伐後、梁山泊軍が崩壊 |

- 上記の各部は本項の説明の便宜上区切ったものである。論者によっては別の区切り方も考えられる。

### 百回本:小説としての確立

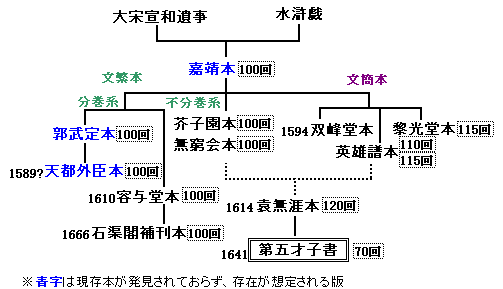
水滸伝各種刊本の系譜

上記の構成表を一見して分かるのは、百回本と百二十回本の違いが、第V部分の田虎・王慶征伐の有無のみということである。これは百回本の好評を受けて、追随した書店が他店と差をつけるために物語を増補した版を発売したためである（後述）。現存する最古のテキストである容与堂本「李卓吾先生批評忠義水滸伝」や、書目に言及された古い版本が百回本であることから、元々の形が百回本であることは間違いない。
百回本の完全な形で残る現存最古のテキストは、冒頭に述べたごとく、杭州の書肆容与堂が万暦38年（1610年）に刊行した『李卓吾先生批評忠義水滸伝』（容与堂本）である。ただしこれ以前に、明代の官僚で出版業も手がけた郭勛（武定侯。? - 1542年）が刊行した書籍の中に、嘉靖（1522年 - 1566年）初年頃の『忠義水滸伝』と呼ばれる20巻100回の本があったことが分かっており、「郭武定本」と呼ばれる。また、沈徳府（1578年 - 1642年）の『万暦野獲編』には「最近新安で刊行された『水滸伝』の良質本は、郭家に伝わる古本（郭武定本）に汪太函（汪道昆）が天都外臣という名で序文をつけたものである」と記されており、郭武定本を復刻したこちらのテキストは「天都外臣序本」と呼ばれる。郭武定本は現存していないが、上記のごとく高儒『百川書志』（1540年）に「忠義水滸伝一百巻」との記述があることからも、郭武定本が成立した嘉靖前期（1520-30年代）を小説『水滸伝』（百回本）の成立時期とするのが通説となっている。
なお中華人民共和国時代に入った1954年に、北京の人民文学出版社から鄭振鐸が序文をつけた天都外臣本が排印本（活字本）で『水滸全伝』として突如出版された。これは万暦17年（1589年）に郭武定本を忠実に復刻したという『忠義水滸伝』100巻百回本の一部（残巻）を含むとされているが、なぜか百二十回本で刊行されている。この『水滸全伝』の元となった古本が本当に天都外臣本であるのかには疑問が残る。校訂に関わった呉暁鈴が1983年に『光明日報』に発表した「天都外臣序本忠義水滸伝を語る」では、切り取られてほぼ判別不能な最終行を含む天都外臣序文の写真を発表し、この判別不能な最終行に書かれた文を「萬暦己丑孟冬天都外臣撰」とかなり強引に推測したことを明らかにした。高島俊男はこれらの経緯から『水滸全伝』の元になった古本は天都外臣本ではなく容与堂本系統の本であり、「石渠閣補刊本」とでも呼ぶべきであると結論づけている。
以上のような経緯から、もし今後郭武定本もしくは天都外臣序本の完全な版本が発見されれば、『水滸伝』成立研究の上で貴重な史料となることは疑いない。

### 百二十回本:田虎・王慶説話の挿入
田虎・王慶征伐とは朝廷に帰順した梁山泊軍が、河北で叛乱を起こした田虎と淮西で叛乱した王慶をそれぞれ討伐する話であり百二十回本の第91回から100回が田虎征伐、101回から110回が王慶征伐でそれぞれ10回というわかりやすい分量となっており、征遼故事（83回から90回）と方臘征伐（111回から120回）の間に挿入されたことが分かる。
元々百回本の第72回で柴進が宮廷の睿思殿に潜入した際、天子（皇帝）を悩ませる四大寇（4つの大盗賊）として「山東宋江、江南方臘、淮西王慶、河北田虎」と記されているのを発見したというエピソードがあるにもかかわらず、百回本では王慶・田虎が全く登場しないことからヒントを得て話が創作され、後から挿入されたものである。初めは百回本の文章を簡略化した文簡本系統の本でこれらのエピソードが挿入され、これを文繁本の形で整理・増補したのが百二十回本にあたる。実際に20回分の増補を行ったのは、袁無涯や楊定見という人物だとされているが、決定的な証拠はないため異説もある。
現行百二十回本の挿増部分では、前半の田虎征伐部分で梁山泊軍に新たに加入した孫安・瓊英・喬道清・馬霊などの登場人物が、王慶征伐部分で戦病死・妊娠・遁世など巧みな手法によって全員が物語から退場し、元の第90回以前の梁山泊軍団に戻っている。このように挿増部分前後で矛盾が生じないように物語が挿入されていることからも、田虎・王慶征伐説話が後から加えられたことが見て取れる。
現存最古の百二十回本のテキストは万暦42年（1614年）の『出像評点忠義水滸全伝』（通称:楊定見本）であり、文繁本百二十回本は、この時期もしくはその直前頃に成立したと思われる。日本へは江戸時代の享保13年（1728年）に輸入されたものを岡島冠山が一部和訳（訓点を施した）したものが発行され、浮世絵師の歌川国芳や葛飾北斎が挿絵を描いて広まった。そのため、日本においては百二十回本が標準的なテキストとして普及することになる。

### 七十回本:金聖歎による腰斬
一方の七十回本は、金聖歎が著した比較的新しい文繁本である。明末の崇禎14年（1641年）に出版されている。
李卓吾が『水滸伝』を称揚し宋江を忠義の士と評価したのに対して、金聖歎は『水滸伝』そのものは高く評価するものの、宋江は盗賊であるにもかかわらず善人ぶる偽善者の最たる者と軽蔑した。金聖歎は盗賊が朝廷に帰順して功を上げるという筋立ては無知な人々による安易な模倣を招き、盗賊行為を助長するとして徹底的に批判。そのため、招安以後の梁山泊軍が朝廷に帰順して遼や他の賊を征伐する部分は、羅貫中が後から創造した虚偽であるとし、自ら所持する古本を復刻することで施耐庵の本意を再現すると称して、百二十回本の後半第72回以降（第III部分以降）をすべて削除した。もちろんそんな古本は実在せず、金聖歎自らが書いたものである。金聖歎が施した主な改変は以下の通りである。
- 百二十回本の第72回以降をすべて削除し、招安以降を無かったことにした。
- 全71回では不自然なため、第1回を楔子（プロローグ）とし、第2回以降を前にずらし、第71回を第70回とした。
- 梁山泊に108人が結集した直後、全員が斬罪になるという盧俊義（梁山泊の副頭領）が見た夢で話が突然終了する。
- 物語の進行上に関係しない、無駄な美文や詩を削除した。
- 施耐庵の原序なるものを創作して付け加えた。
- 自らの価値観に基づく批評を大量に挿入したり、部分的に文章を技巧的なものに書き改めた。

金聖歎が本文中に挿入した批評は、自ら改作した部分を褒め称える自画自賛も多く、また宋江が「忠義」と発言するたびに「権詐」「奸詐」と注釈を入れるなど、露骨な依怙贔屓の傾向が強い。金聖歎は登場人物をランク分けし、呉用・関勝・林冲・花栄・魯智深・武松・楊志・李逵・阮小七らを「上上」の人物として評価する一方、戴宗・楊雄らを「中下」、宋江・時遷を「下下」と評した。宋江は百二十回本でも偽善者的傾向が若干鼻につく造形であるが、七十回本ではそれがさらに強調して描かれ、さらに金聖歎の注釈でそれが酷評されるという自作自演的な記述も見られる。こうした増補の結果、文章量はむしろ百二十回本よりも増え、文飾や後半部を丸ごと削除したにもかかわらず、従来の版本よりページ数が多いほどであった。
このような金聖歎の大胆な改変は賛否両論が激しく、特に結末にいたる後半部分を削除した点を否定派は「腰斬」と批判した。ただしそれ以前から『水滸伝』後半部分は前半と比べると甚だ興趣が劣り、文章も精彩を欠くため、退屈と感じていた読者も多く、また金聖歎の批評も過激ながら人々の共感を呼んだこともあり、徐々に受け入れられていくようになっていった。幸田露伴は「金聖歎は百二十回を七十回で打ち切ってけしからぬことをした」「聖歎の批評は自分の言いたい三昧をならべたもの」「聖歎を良い批評家だと思ったり、聖歎本で水滸伝を論じたりなんぞしてゐるのは、おめでたい話」と七十回本とそれを高く評価する者を厳しく批判する一方で、「後半で人気のある人物が死ぬ描写を削ったのは、読者にとって好ましいことだった」とも評価する。また周作人は金聖歎の批評によって、水滸伝がより面白くなったと評価し「白キクラゲとスープを一緒に飲むようにうまい」といい、正岡子規も「これがために本文に勢がついてくる」と高く評価している。次第に七十回本は他の版を凌駕するようになっていった。
ただし、水滸伝の影響を受けて清代前期に著作された『水滸後伝』（陳忱によって康煕3年（1664年）に書かれた『水滸伝』続篇の一つ。後述）『説岳全伝』（銭彩・金豊ら作。康煕23年（1684年）成立。後述）などが、百回本を元にして作られている形跡が認められることから、この時期にはまだ七十回本はそれほど隆盛していなかったことが推定される。いっぽう乾隆57年（1792年）に『続水滸征四寇全伝』と称する、七十回本で削除された後半41回分にあたる部分を文簡本から単独で抜き出した書物が出版されている。これは七十回本の「盧俊義の夢」という唐突な終了に違和感を覚える声が多かったことから、それに応えて本来の後半部を単独で出版したものであり、このことから逆に、この時期すでに七十回本が標準的な地位を得ていたことが分かる。清代中期の乾隆年間（1736年 - 1795年）後期あたりから、次第に七十回本が他の版本を淘汰していったと思われる。この時期の後、兪万春（1794年 - 1849年）によって書かれた『蕩寇志』（『水滸伝』続篇の一つ。後述）が、いきなり第71回から始まる構成で金聖歎本の続きとして書かれていることからもうかがえる。この後七十回本は中華民国時代にかけて地位を独占し、他の版本の存在が忘れ去られるほどになったという。民国18年（1929年）には、鄭振鐸が『水滸伝的演化』の中で「金聖嘆の七十回本は他のあらゆる文繁本・文簡本を葬り去ってしまい、『水滸伝全書』（百二十回本を指す）なるものが存在することを300年もの間、覆い隠してしまった」とまで評した。

### 文簡本各種
文簡本は、文繁本の流れや筋立てを重視し、余分な文飾を削って文章量を減らした本である。特に『水滸伝』百回本の文繁本には美文や詩などが至る所に挿入されており、中には作者の衒学的な趣味が露出していたり、あまり意味が無いものなども多く、読む上でストーリーの妨げになるものが少なくない（それゆえ七十回本では金聖歎によって削除されている）。そこで手早く話の筋を追いたい読者向けに文飾を削り、また文章のボリュームが減った分、挿絵を増やすなどの工夫を行って手軽に読めるようにしたものが文簡本である。ページの上半分を『水滸伝』、下半分を『三国志演義』に分け、2つの小説を合わせて読めるタイプのものまで作られた。
文繁百回本の成立後、早くも文簡本として百十回本や百十五回本が登場している。文繁本よりも回数が増えているのは上記のごとく田虎・王慶の段が追加されたからで、『新刊京本全像挿増田虎王慶忠義水滸伝』等の書名が残っている（"京本"は北平（北京）での出版、"全像"は全ページ挿絵つき、"挿増田虎王慶"は田虎・王慶征伐が新たに加えられている、の意）。成立年代は万暦初年と思われる。これを元に文繁百二十回本が作成されたのは前述の通りである。
また百二十回本の成立後にはさらに『水滸後伝』（後述）を付け足した百二十四回本（1879年刊）などの文簡本も作られた。『水滸後伝』は百回本の続篇として書かれていると思われるので、本来は奇妙な組み合わせであるが、文簡本ゆえに問題とはされていない。
| 水滸伝各版本・関連作品年表 | 水滸伝各版本・関連作品年表 | 水滸伝各版本・関連作品年表                               |
| -------------------------- | -------------------------- | -------------------------------------------------------- |
| 明                         | 嘉靖（1522年～）           | 郭勛『水滸伝』（郭武定本）二十巻百回（散佚）             |
| 明                         | 嘉靖19年（1540年）         | 高儒『百川書志』に「忠義水滸伝一百巻」との記述           |
| 明                         | 嘉靖20年代                 | 『清平山堂話本』「楊温攔路虎」                           |
| 明                         | 万暦（1573年～）初年       | 『新刊京本全像挿増田虎王慶忠義水滸伝』文簡百十五回本     |
| 明                         | 万暦17年（1589年）         | 『水滸伝』（天都外臣本）文繁本百巻百回（散佚）           |
| 明                         | 万暦12年（1593年）         | 『南北両宋志伝』（『楊家将演義』世徳堂本）全五十回       |
| 明                         | 万暦22年（1594年）         | 『京本増補校正全像忠義水滸志伝評林』（双峰堂本）文簡本   |
| 明                         | 万暦中期                   | 蘭陵笑笑生『金瓶梅』全百回                               |
| 明                         | 万暦38年（1610年）         | 『李卓吾先生批評忠義水滸伝』（容与堂本）文繁百回本       |
| 明                         | 万暦42年（1614年）         | 楊定見・袁無涯『忠義水滸全伝』（楊定見本）文繁百二十回本 |
| 明                         | 天啓4年（1624年）          | 馮夢竜『警世通言』「趙太祖千里送京娘」                   |
| 明                         | 崇禎14年（1641年）         | 金聖嘆『第五才子書施耐庵水滸伝』（貫華堂本）文繁七十回本 |
| 清                         | 康煕5年（1666年）          | 『忠義水滸伝』（石渠閣補刊本）文繁百回本                 |
| 清                         | 康煕7年（1668年）          | 陳忱『水滸後伝』全四十回                                 |
| 清                         | 康煕23年（1684年）         | 銭彩・金豊『精忠演義説本岳王全伝（説岳全伝）』全五十回   |
| 清                         | 乾隆57年（1792年）         | 『続水滸征四寇全伝』文簡本抜萃                           |
| 清                         | 道光27年（1847年）         | 兪万春『蕩寇志』七十回                                   |

## 史実から虚構へ
水滸伝の物語の大半は、様々な人の手にかかる架空の話であるが、本筋・骨格となる部分の中には史実に取材した要素がいくつかある。史実に見られる事件のうち、『水滸伝』の元になったと思われるものとしては、
- 北宋末、梁山泊という大沼沢があり、盗賊の拠点となっていたこと[30][※ 4]。
- 宰相蔡京が朝政を壟断し、徽宗皇帝は書画骨董や造庭の道楽にふけり、各地から奇石を徴収する「花石綱」を課したこと。
- 山東から淮南にかけて（斉・魏）に「宋江三十六人」と称する盗賊が暴れ回っていたこと。
- 亳州知事侯蒙が朝廷に、宋江の罪を赦して将軍に取り立てて方臘討伐に役立てるよう献策したこと[31]（実際には侯蒙の死により実現せず）[※ 5]。
- 宋江が海州に侵入した際、朝廷が知事の張叔夜に命じて、宋江を投降させたこと[32][※ 6]。
- 北宋と契丹（遼）との間に度重なる紛争があったこと。
- 江南地方で方臘が反乱を起こし、朝廷から鎮圧されたこと。
- 方臘征伐軍の中に宋江という名の将軍がいたこと。

などが挙げられる。ただしこれらの事象どうしの間には、本来全く関係はない。山東の盗賊宋江三十六人が梁山泊を拠点にした事実はなく、方臘を討伐した将軍宋江が盗賊宋江と同一人物かどうかも不明である（後述）。宋と契丹（遼）との戦いも、史実ではほぼ契丹側の勝利に終わっており、『水滸伝』のように宋側が鮮やかな勝利を挙げたことはほとんどない。また「宋江三十六人」とは宋江とその他36人なのか、宋江を含めた36人なのか、それとも36という数字自体にはそれほど意味が無く、人数が多いということを表現したかったのかもよく分かっていない。
しかし、これらの断片的な史実のエピソードをつなげていくことで、水滸伝の核となるストーリー、すなわち「朝廷が腐敗した北宋末期に、宋江ら諸事情により盗賊に身を落とした者たちが梁山泊に集い、やがて朝廷に帰順して、その命により遼や方臘を征伐する」という流れが形成されていった。

### 二人の宋江
核となるストーリーの中でも「山賊であった宋江が朝廷に帰順し、方臘征伐に活躍する」という部分は、とりわけ重要であり、長年のあいだ史実と信じられていた。しかし1939年陝西省府谷県において、北宋末の范圭なる人物が撰した「宋故武功大夫河東第二将折公墓誌銘」という史料が発見されたことで、異説が現れた。これは北宋末に方臘征伐に参戦した折可存という武人を称えた墓誌であるが、宣和3年（1121年）4月26日に方臘を捕らえた後、都へ凱旋の途中に草寇の宋江を追捕したと記されていたからである。これを文字通り読めば、方臘征伐時点ではまだ宋江は朝廷に投降していなかったことになる。
牟潤孫はこれに対し、宋江は方臘征伐で功を立てたことがかえって仇となり、嫉妬から謀叛の疑いをかけられて征伐されたとの説を唱えたが、論理に飛躍があり、決定打とはならなかった。また厳敦易は、そもそも宋江が張叔夜に投降したという史料は、そうした命令が出たというだけで、実際に投降したとは限らないとし、宋江はこの時点で官軍に身を投じた訳ではなかったとの説を唱えた。
宮崎市定は『東都事略』（南宋の王偁による史書）の宣和3年5月3日の記事に「宋江、擒に就く（捕らえられる）」とあること、『皇宋十朝綱要』（南宋の李埴著）、『続資治通鑑長編紀事本末』（楊仲良著）などに方臘征伐軍の将軍宋江が4月24日の包囲戦で方臘の退路を断ち、方臘捕縛後の6月5日にも残党を滅ぼして反乱を平定するなどの活躍が記されていることなどから、「山賊の宋江と方臘征伐に従軍していた将軍宋江は、同姓同名の別人である」との新説を展開した。
| 宋江・方臘関連年表 | 宋江・方臘関連年表 | 宋江・方臘関連年表                                                               |
| ------------------ | ------------------ | -------------------------------------------------------------------------------- |
| 宣和元年（1119年） | 12月               | 宋江を招撫せよとの詔が出る（『皇宋十朝綱要』）。                                 |
| 宣和2年（1120年）  | 10月               | 江南で方臘の乱が勃発（『宋史』「徽宗紀」）。                                     |
| 宣和2年（1120年）  | 12月               | 7日 京東賊宋江が山東に出没したため、曾孝蘊を青州に転任させる（方勺『泊宅編』）。 |
| 宣和2年（1120年）  | 12月               | 21日童貫が方臘征伐に赴く（『宋史』）。                                           |
| 宣和2年（1120年）  | 12月               | 29日童貫が方臘征伐に赴く（『泊宅編』）。                                         |
| 宣和2年（1120年）  | 12月               | 宋江が海州で張叔夜に投降する（『続資治通鑑長編紀事本末』）。                     |
| 宣和2年（1120年）  | ?月                | 童貫が宋江等を率いて方臘征伐に赴く（『三朝北盟会編』巻52『中興姓氏奸邪録』）。   |
| 宣和3年（1121年）  | 1月                | 7日 童貫が方臘征伐に赴く（『皇宋十朝綱要』）。                                   |
| 宣和3年（1121年）  | 2月                | 15日 宋江が海州で張叔夜に投降する（『皇宋十朝綱要』）。                          |
| 宣和3年（1121年）  | 2月                | 宋江が海州で張叔夜に投降する（『宋史』）。                                       |
| 宣和3年（1121年）  | 4月                | 24日 宋江が方臘のこもる幇源洞の背後をつく（『続資治通鑑長編紀事本末』）。        |
| 宣和3年（1121年）  | 4月                | 26日 方臘が捕らえられる（『宋史』）。                                            |
| 宣和3年（1121年）  | 4月                | 宋江が方臘の残党を捕らえる（『三朝北盟会編』巻212『林泉野記』）。                |
| 宣和3年（1121年）  | 5月                | 3日 宋江が海州で張叔夜に投降する（『東都事略』）。                               |
| 宣和3年（1121年）  | 5月                | 3日 張叔夜が盗賊を捕らえた功で職一等を進められる（『宋会要輯稿』第177冊）。      |
| 宣和3年（1121年）  | 6月                | 9日 宋江が方臘の残党を上苑洞で破る（『皇宋十朝綱要』）。                         |
| 宣和4年（1122年）  | 3月                | 折可存らが方臘の残党呂師嚢を破る（『泊宅編』）。                                 |
| 宣和4年（1122年）  | ?月                | 折可存が草寇の宋江を捕らえる（「折可存墓誌銘」）。                               |

- 年表は高島俊男『宋江實録』より。同様の事件でも、史料により時期が異なるため重複して記載。

それに対し高島俊男は、宮崎説をはじめ従来の説を徹底的に批判した。まず各書によって事件の日付に混乱が見られるのは、一人の人物（たとえば宋江）にまつわる複数の事柄をまとめて記載する際に、代表的な事件が起きた日付の箇所にまとめて記載することが多いという史書の慣例のためとし、必ずしもそれらの事件すべてが記載日時に起きた訳ではないと指摘。高島によれば、各史書で官軍の宋江の活躍を記した箇所は後からの補筆の形跡が疑われ、『大宋宣和遺事』（後述）などで広く宋江関連説話が広まって以降に改竄された可能性が高く、事実として「山賊の宋江が官軍に降り、方臘征伐に活躍した」ということはなかったと結論している。また、折可存が方臘征伐の帰路に捕らえたという草寇（こそ泥）の宋江は、山東・淮南広域を荒らしていた宋江の名にあやかって名乗った規模の小さい草賊であったとする。
いずれにしろ、盗賊宋江が朝廷の方臘征伐軍に加わって功績を挙げたという事件は史実としては認めがたく、『水滸伝』物語の核ははじめから虚構の上に成り立っているといえよう。

## 先行する作品群
『水滸伝』の骨格となる招安（第III部分）・四寇征伐（第V・VI部分）以外の、分量的には最も多い各好漢の銘々伝（第2部分の中心）のエピソード群については主として宋代以来、都市部で流行した講談によって生み出されたと推測されている。中鉢雅量は本文と関連作品の内容の分析から、1)まず太行山系を舞台とする北方系の盗賊説話が多く存在し、2)梁山泊を舞台とする南方系の説話と結びつき、3)最終的に杭州近辺の編者によって物語がまとめられ成立したと推測している。

### 宋代の講談
宋代は都市の経済や文化が大いに発展した時代であり、南宋の首都杭州（臨安）の瓦市（盛り場）では、勾欄と呼ばれる寄席・見せ物小屋で、様々なジャンルの講談（説話）が語られた。講談の中には何日にも分けて興行される長篇のストーリーもあり、客の興味を引きつけるため、わざと話が盛り上がる場面で「続きはまたの日に」と終了して、翌日以降に再び聞きに来させる手法が用いられた。この講談形式から生まれたのが『三国志演義』などの章回小説と呼ばれる分野である。現行の『水滸伝』でも、その名残が見出せる。
元代に成立したと思われる講談師のタネ本である羅燁の『酔翁談録』には、題目だけで内容が残っていない作品を含め、多くの講談の筋がジャンル別に収められているが、その中で水滸伝故事に関連しそうなものがいくつか散見できる。「公案」（裁判もの）ジャンルにある「石頭孫立」「戴嗣宗」は現行『水滸伝』の好漢孫立・戴宗との関連をにおわせる。「朴刀」（剣劇もの）ジャンルには「青面獣」という作品があり、現行『水滸伝』の楊志のあだ名そのものである。また「桿棒」（決闘もの）ジャンルに収められている「花和尚」「武行者」もそれぞれ魯智深・武松の通称として『水滸伝』でも頻出する表現である。こういった様々な講談の中から史実の盗賊「宋江三十六人」と関連づけられたヒーローもあり、南宋末には宋江三十六人のメンバーも固まりつつあったと見られる。

### 「宋江三十六人」構成員の変遷
| 席次 | 宋江三十六人賛  | 大宋宣和遺事    | 豹子和尚自還俗 | 七修類稿 | 水滸伝            | 席次 |
| ---- | --------------- | --------------- | -------------- | -------- | ----------------- | ---- |
| -    |                 | 宋江            | 宋江           |          | （托塔天王 晁蓋） |      |
| 1    | 呼保義 宋江     | 智多星 呉加亮   | 智多星 呉加亮  | 宋江     | 呼保義 宋江       | 1    |
| 2    | 智多星 呉学究   | 玉麒麟 李進義   | 鉄大王 晁蓋    | 晁蓋     | 玉麒麟 盧俊義     | 2    |
| 3    | 玉麒麟 盧俊義   | 青面獣 楊志     | 玉麒麟 李義    | 呉用     | 智多星 呉用       | 3    |
| 4    | 大刀 関勝       | 混江龍 李海     | 青面獣 楊志    | 盧俊義   | 入雲龍 公孫勝     | 4    |
| 5    | 活閻羅 阮小七   | 九紋龍 史進     | 混江竜 李海    | 関勝     | 大刀 関勝         | 5    |
| 6    | 尺八腿 劉唐     | 入雲龍 公孫勝   | 黒旋風 李逵    | 史進     | 豹子頭 林冲       | 6    |
| 7    | 没羽箭 張清     | 浪裏白条 張順   | 九紋竜 史進    | 柴進     | 霹靂火 秦明       | 7    |
| 8    | 浪子 燕青       | 霹靂火 秦明     | 入雲龍 公孫勝  | 阮小二   | 双鞭 呼延灼       | 8    |
| 9    | 病尉遅 孫立     | 活閻羅 阮小七   | 浪裏白条 張順  | 阮小五   | 小李広 花栄       | 9    |
| 10   | 浪裏白跳 張順   | 立地太歳 阮小五 | 活閻羅 阮小七  | 阮小七   | 小旋風 柴進       | 10   |
| 11   | 船火児 張横     | 短命二郎 阮進   | 霹靂火 秦明    | 劉唐     | 撲天鵰 李応       | 11   |
| 12   | 短命二郎 阮小二 | 大刀 関必勝     | 立太歳 阮小五  | 張青     | 美髯公 朱仝       | 12   |
| 13   | 花和尚 魯智深   | 豹子頭 林冲     | 莽二郎 阮進    | 燕青     | 花和尚 魯智深     | 13   |
| 14   | 行者 武松       | 黒旋風 李逵     | 大刀 関必勝    | 孫立     | 行者 武松         | 14   |
| 15   | 鉄鞭 呼延綽     | 小旋風 柴進     | 豹子頭 林冲    | 張順     | 双鎗将 董平       | 15   |
| 16   | 混江竜 李俊     | 金鎗手 徐寧     | 小旋風 柴進    | 張横     | 没羽箭 張清       | 16   |
| 17   | 九紋竜 史進     | 撲天鵰 李応     | 金槍手 徐寧    | 呼延綽   | 青面獣 楊志       | 17   |
| 18   | 小李広 花栄     | 赤髪鬼 劉唐     | 撲天鵰 李応    | 李俊     | 金鎗手 徐寧       | 18   |
| 19   | 霹靂火 秦明     | 一直撞 董平     | 赤髪鬼 劉唐    | 花栄     | 急先鋒 索超       | 19   |
| 20   | 黒旋風 李逵     | 挿翅虎 雷横     | 一直撞 董平    | 秦明     | 神行太保 戴宗     | 20   |
| 21   | 小旋風 柴進     | 美髯公 朱同     | 挿翅虎 雷横    | 李逵     | 赤髪鬼 劉唐       | 21   |
| 22   | 挿翅虎 雷横     | 神行太保 戴宗   | 美髯公 朱彤    | 雷横     | 黒旋風 李逵       | 22   |
| 23   | 神行太保 戴宗   | 賽関索 王雄     | 神行太保 戴宗  | 戴宗     | 九紋龍 史進       | 23   |
| 24   | 急先鋒 索超     | 病尉遅 孫立     | 賽関索 王雄    | 索超     | 没遮攔 穆弘       | 24   |
| 25   | 立地太歳 阮小五 | 小李広 花栄     | 病尉遅 孫立    | 楊志     | 挿翅虎 雷横       | 25   |
| 26   | 青面獣 楊志     | 没羽箭 張青     | 小李広 花栄    | 楊雄     | 混江龍 李俊       | 26   |
| 27   | 賽関索 楊雄     | 没遮攔 穆横     | 没羽箭 張青    | 董平     | 立地太歳 阮小二   | 27   |
| 28   | 一直撞 董平     | 浪子 燕青       | 没遮攔 穆横    | 解珍     | 船火児 張横       | 28   |
| 29   | 両頭蛇 解珍     | 花和尚 魯智深   | 浪子 燕青      | 解宝     | 短命二郎 阮小五   | 29   |
| 30   | 美髯公 朱仝     | 行者 武松       | 鉄鞭 呼延綽    | 朱仝     | 浪裏白跳 張順     | 30   |
| 31   | 没遮攔 穆横     | 鉄鞭 呼延綽     | 急先鋒 索超    | 穆横     | 活閻羅 阮小七     | 31   |
| 32   | 拚命三郎 石秀   | 急先鋒 索超     | 行者 武松      | 石秀     | 病関索 楊雄       | 32   |
| 33   | 双尾蝎 解宝     | 拚命三郎 石秀   | 拚命三郎 石秀  | 徐寧     | 拚命三郎 石秀     | 33   |
| 34   | 鉄天王 晁蓋     | 火舡工 張岑     | 火船工 張岑    | 李英     | 両頭蛇 解珍       | 34   |
| 35   | 金槍班 徐寧     | 摸著雲 杜千     | 摸著雲 杜千    | 花和尚   | 双尾蠍 解宝       | 35   |
| 36   | 撲天鵰 李応     | 銕天王 晁蓋     | 花和尚 魯智深  | 武松     | 浪子 燕青         | 36   |

※『水滸伝』は天罡星（上位幹部）。このほかに下位幹部である地煞星72人がおり、計108人となる。

### 癸辛雑識:宋江三十六人賛
南宋末の画家龔聖与（名は開、聖与は字、1222年? - ?）は、宋江を初めとする総勢36人の姿を描いた肖像画と、それに附する賛（四字句の連続で人物を称えた文）を作成した。肖像画は現在散佚して見ることはできないが、同時代の周密（1232年 - 1298年。号は草窗）の著わした『癸辛雑識続集』に賛のみ引用されており、中身を窺い知ることができる。
宋江三十六人賛に並ぶ人名を見ると、細かい異同はあるものの、おおむね現行の『水滸伝』の天罡星36人の顔ぶれと一致しており、メンバー構成とあだ名に関しては、すでに南宋末というかなり早い時期からほぼ完成型に近い形で成立していたことがうかがえる。ただし賛の内容を見る限りは、『水滸伝』とはかなり性格設定が異なる人物も多い。現行『水滸伝』との主な違いは、
- 『水滸伝』で呉用（字は学究、号は加亮）とされる人物の名が呉学究となっている。
- 劉唐（尺八腿→赤髪鬼）、董平（一直撞→双鎗将）、徐寧（金槍班→金鎗手）、晁蓋（鉄天王→託塔天王）、楊雄（賽関索→病関索）など、あだ名に若干の変化が見られる。
- 阮小二と阮小五のあだ名が『水滸伝』と逆になっている。
- 『水滸伝』では全員集結の前に死去してしまうためメンバーの中には入っていない晁蓋が34位に入っている。
- 『水滸伝』では地煞星側の39位である孫立が9位と高位に入っている。
- 逆に『水滸伝』では重要な活躍をする公孫勝（4位）と林冲（6位）が含まれていない。

などが挙げられる。特に現行『水滸伝』で梁山泊軍団の最強性を保証する魔法使い公孫勝、序盤のストーリーを主導して様々な人物の橋渡しを行う林冲がこの時点で登場していないことは、これらの人物の造形は物語全体の構想がある程度完成した後の段階で成立した可能性を示唆する。
また宋江三十六人賛には、梁山泊を意味する地名が一切登場しない。むしろ、盧俊義・張横・穆横・燕青・戴宗の5人の賛に「太行（大行）」すなわち太行山が登場しており、この時点では盗賊「宋江三十六人」と梁山泊が無関係であって、彼らの本拠地が太行山と考えられていたことがうかがえる。

### 大宋宣和遺事
『大宋宣和遺事』は、北宋末の徽宗皇帝代を中心に取材した説話集で、作者は不明。単に『宣和遺事』ともいう。講談師の種本ともいえる書物で部分的に口語体で書かれており、徽宗皇帝の一代記となっている。その中に内容的に現行『水滸伝』につながると思われる、宋江ら梁山濼（濼は泊の異体字）の盗賊に関する説話が記載されている部分がある。人物名に関しては、現行『水滸伝』とほとんど一致するが、性格や役柄などはかなり異なっている（詳細は大宋宣和遺事を参照）。
宋江らに関する説話は3つの部分から成り、第1部分は『水滸伝』第12回の楊志が語る身の上話につながる、花石綱運搬失敗の話で、楊志・李進義・林冲ら12人の義兄弟が山賊に身を落とし、太行山にこもる。第2部分は『水滸伝』第14回から18回までの「智取生辰綱」（宰相蔡京への誕生日祝いと称した賄賂を強奪した故事）の元になったエピソードで、大金を得た晁蓋・呉加亮・阮三兄弟らが、宋江の目こぼしを受けた後、第1部分の12人とともに太行山梁山濼で山賊となる。第3部分は『水滸伝』第20回・21回の宋江による閻婆借殺しにあたる部分で、宋江は朱同・雷横ら9人を伴って梁山濼へ向かうが、すでに晁蓋は死亡していた。勢揃いした36人を率い、元帥張叔夜に帰順して、方臘の乱を鎮め、節度使に任命される、というあらすじとなっている。
記述の途中で宋江が捕り手から逃れるため、九天玄女の廟の中に隠れた際、そこで発見した天書1巻に36人の名前が書いてあるという逸話がある（『水滸伝』第41回にも同様の九天玄女廟の話があり、宋江は星主としての宿命を悟るが、全員の名は書いていない）。しかしこの一覧表の36名と『宣和遺事』本文中に登場している人名では若干食い違いがある。
- 本文中に「阮通」とある人物が、一覧では「阮小五」になっている。
- 本文中に「関勝」とある人物が、一覧では「関必勝」になっている。
- 本文中には「一丈青・張横」とある人物が、一覧には入っていない。
- 一覧に「入雲龍・公孫勝」「浪裏白条・張順」「行者・武松」とある人物が、本文中には登場しない。

これを踏まえ、現行『水滸伝』と『宣和遺事』の相違点を挙げると、
- 『宣和遺事』では、宋江が36人の中に入っておらず、「宋江と36人」で総勢37人となっている。
- 『宣和遺事』では、すでに死亡した晁蓋が36人の中に入っている（しかも最下位）が、『水滸伝』ではやはり早く死亡した晁蓋は36人の中には入っていない（36人の上に位置する番外扱い）。
- 『宣和遺事』で24位の孫立、35位の杜千（杜遷）は『水滸伝』では下位の地煞星（それぞれ39位、83位）に地位を落としている。
- いっぽう『水滸伝』で天罡星の中にいる解珍・解宝らは『宣和遺事』には登場していない。
- 『宣和遺事』で「張青」とある人物は『水滸伝』では「張清」となっている。一方で『水滸伝』には新たに「張青」（第102位、あだ名は菜園子）という人物が全く別に登場している。
- 『宣和遺事』で本文中に登場しながら一覧にいない「一丈青張横（李横とも）」という人物は、『水滸伝』の「船火児張横」の前身と思われる。しかし『宣和』の方には「火舡工張岑」という人もおり、あだ名を考えるとこちらの方が近い。いっぽう『水滸』では「一丈青」というあだ名を持つ「扈三娘」（第59位）という人物が別に登場している。
- 『水滸伝』の盧俊義・楊雄・穆弘・呼延灼・杜遷が、『宣和遺事』では発音の似た李進義・王雄・穆横・呼延綽・杜千になっている。また『水滸伝』の李俊は『宣和遺事』では李海である。
- 阮三兄弟の名が『水滸伝』では阮小二・阮小五・阮小七なのに対し、『宣和遺事』本文では阮進・阮通・阮小七で、しんにょう（辶）が列系字（兄弟間で名に共通の字や部首を用いること）となっている。また阮小二（阮進）と阮小五のあだ名が『水滸伝』とは逆転している。
- あだ名の変化を見ると張順が「浪裏白条→浪裏白跳」、董平が「一直撞→双鎗将」、王雄（楊雄）が「賽関索→病関索」、呼延綽（呼延灼）が「鉄鞭→双鞭」に、杜千（杜遷）が「摸著雲→摸着天」に、晁蓋が「銕天王→托塔天王」にそれぞれ変わっている。董平と晁蓋以外は、同音異字や似た意味の字による微妙な変化である。

また、彼らの本拠地が第1部分では「太行山」、第2部分では「太行山梁山濼」、第3部分では「梁山濼」とされ、宋江集団と梁山泊とが関連づけられている。太行山脈は山西省、梁山泊は山東省にあり、かなり離れた全く別の場所であって本来「太行山梁山濼」などという地名はあり得ない。宋江三十六人賛でも見られた太行山系の盗賊説話が、梁山泊と結びつけられていく過程で、このように中途半端な地名が作り出されたものであろう。『宣和遺事』第2部分から受け継がれた『水滸伝』の「智取生辰綱」故事でも、舞台となる黄泥岡の記述に太行山系の残滓が見られる。
『宣和遺事』の成立年代は不明であり、諸説にも幅がある。中国では南宋代とする説も強いが、日本をはじめ多くの学者は書物としての完成は元代であるとする説が強く、魯迅なども同様の説を唱えている。明初に成立した雑劇『豹子和尚自還俗』（後述）に書かれた序列が、『宣和遺事』と『水滸伝』の中間過程と推察されることから、『宣和遺事』も同様に明初に成立したのではないかとする佐竹靖彦の説もあるが、おおむね元代の成立とするのが通説である。宋江三十六人賛との前後関係も不明で、三十六人賛に含まれていなかった林冲・公孫勝がいる一方で、解珍・解宝が抜けている。

### 元曲（水滸戯）
元曲とは元代に隆盛した雑劇・散曲を総称したもので、元雑劇とも言われる。それらの中に梁山泊や宋江にまつわるエピソードを扱った雑劇があり、これらは「水滸戯」と総称される。具体的な曲名としては『梁山泊李逵負荊』『都孔目風雨（大婦小妻）還牢末』『同楽院燕青博魚』『黒旋風双献功』『争報恩三虎下山』などがあり、『水滸伝』の物語が形成されるまでの過程に影響を与えた可能性が高い。特に『梁山泊李逵負荊』の筋は、現行『水滸伝』の第73回に出てくる話のプロットとなっている。内容が不明で題名だけが残る作品の中でも『病楊雄』『折担児武松打虎』『窄袖児武松』『双献頭武松大報仇』『全火児張弘』などは、『水滸伝』の楊雄・武松・張横らとの関連性がうかがえる。
水滸戯にはパターンがあり、まず宋江が登場して自己紹介や落草した（盗賊に身を落とした）理由である閻婆借殺しを述べ、その後部下の紹介に続く（なお、仲間は36人の大幹部と72人の小幹部とされ、従来の36人から108人に増加していることが注目される）。とある理由で部下の何人かの頭領を下山させると告げる。下山する頭領たちの名は『水滸伝』とほぼ同じであるが、性格はかなり異なり、主に活躍するのは、李逵・燕青・魯智深などの面々である。頭領たちは様々な事件を起こした後、梁山泊へ戻るという筋書きとなっている。大きな特徴として、事件の前後で梁山泊の構成員に変化がないという静的な構造となっている。現行『水滸伝』はむしろ梁山泊集団の形成過程（第II部分）を中心に据えているため、集団そのものは動的であるから、物語の構造が大いに異なっている。一方で、宋江らの拠点は完全に梁山泊で定着しており、しかも周囲八百里という『水滸伝』と同様の描写が見られる。

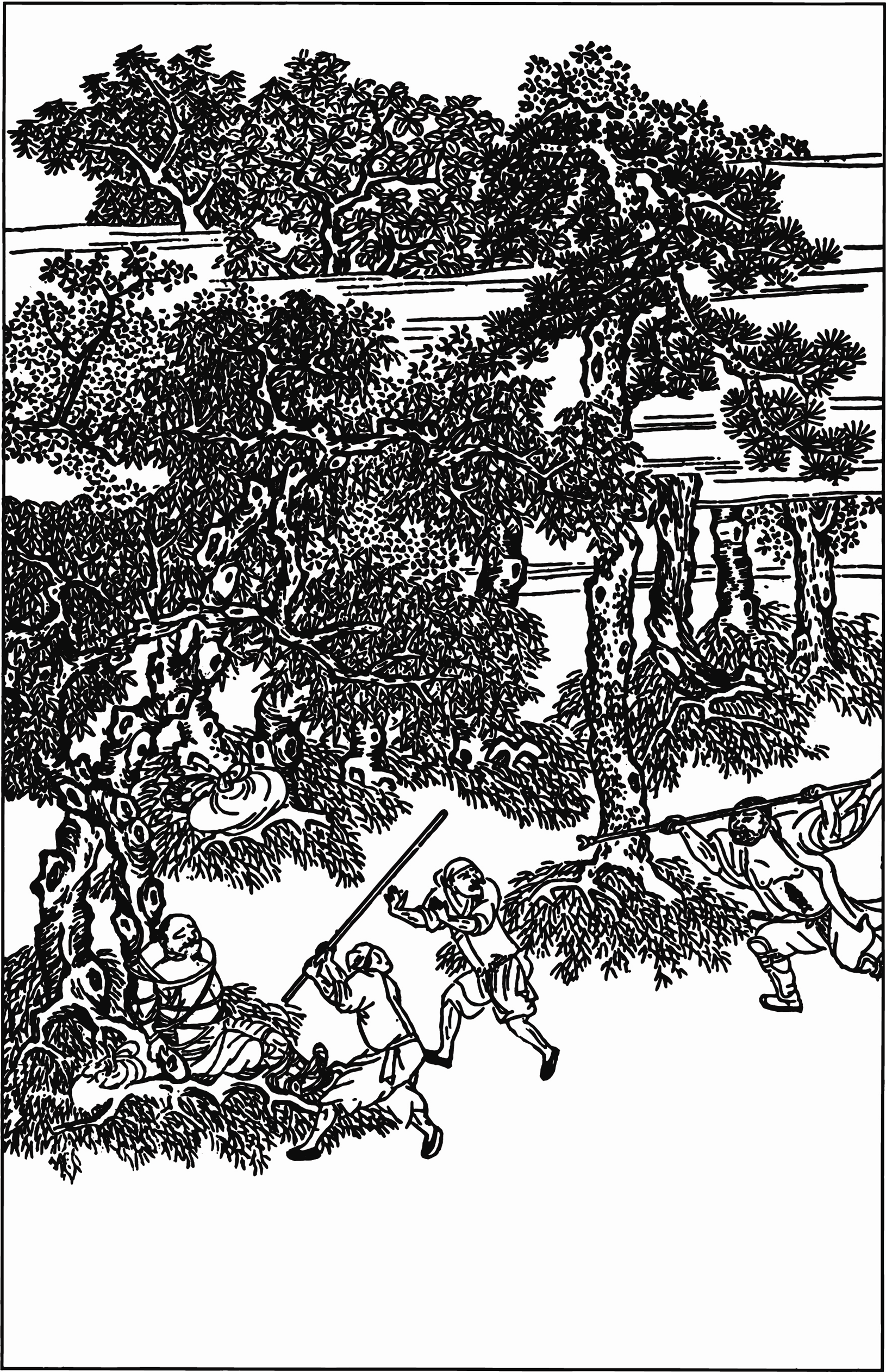
林冲の危機を救う魯智深

元に代わって明が成立した後も水滸戯は制作され、明初の皇族・文人で自らも雑劇を作ったことで知られる朱有燉（周憲王。洪武帝の孫。1379年 - 1439年）が、『豹子和尚自還俗』『黒旋風仗義疎財』などの水滸戯を残している。『豹子和尚自還俗』は魯智深を主人公とした水滸戯であり、魯智深をのぞく35人の頭領の席次が述べられている意味で貴重な史料である（36人の内訳と席次は上掲の表を参照）。題名の「豹子和尚」は魯智深を指すが、現在の『水滸伝』では魯智深のあだ名は「花和尚」であり、「豹子」のあだ名を持つ者は「宋江三十六人賛」の段階では未登場だった林冲（豹子頭）である。『水滸伝』での魯智深と林冲の活躍する箇所は隣接しており、小説の成立過程で林冲が魯智深の「豹子」という属性を分けられて分割したキャラクターであった可能性も考えられる。
なお、水滸戯の中には小説としての『水滸伝』が完成された後に作られたものもあり、『魯智深喜賞黄花峪』『梁山五虎大劫牢』『梁山七虎鬧銅台』『王矮虎大鬧東平府』『宋公明排九宮八卦陣』などが残っている。これらも静的な物語構造であることには変わりない。

### 七修類稿
郎瑛（1487年 - 1566年?）は浙江の読書人で、字は仁宝。読書などで得た知識や、世上の見聞を天地・国事・義理・弁証・詩文・事物・奇謔の7分野に分類してまとめたメモ書きである『七修類稿』を残した。その中に宋江三十六人のメンバー名を記した「宋江原数」という箇所がある。郎瑛は『水滸伝』が成立しつつあった時代に生きた人物であり、彼の主張では羅貫中が元々の宋江三十六人に72人の地煞星を勝手に加えたので本来の36人のメンバーを書き留めたということである。リストにあだ名がついておらず、また『七修類稿』自体の史料価値がそれほど高くないこともあり、それほど評価されてはいないが、『宣和遺事』に登場していた林冲・公孫勝が再び消えていること、晁蓋が宋江と呉用の間の第2位にいること、李応が李英という名になっている（応と英はともに発音はyīng）ことなどが注目される。

### 楊家将演義
『楊家将演義』（以下『楊家将』）は、北宋初期の楊業（令公）一族の活躍と悲劇を描いた通俗小説で、成立年代は『水滸伝』などと重なっており、互いに影響を与えている。『水滸伝』重要人物の一人楊志は楊令公の子孫という設定になっている。『楊家将』現存最古の版本は万暦21年（1593年）世徳堂刊の『南北両宋志伝』（20巻百回）で、このうちの前半部『北宋志伝』五十回が現在『楊家将』と呼ばれる物語である。実在の名将楊令公と、その子六郎を中心に楊一族が北宋の辺境地方で遼（契丹）や西夏と戦い、勝利を挙げる話であるが、上記のように史実での宋遼関係は常に宋側の劣勢であり、『楊家将』も『水滸伝』と同様、史実によらない荒唐無稽な話である。その成立の過程もまた『水滸伝』と同じく、南宋以来の講談で培われた話を元にしており、羅燁の『酔翁談録』にも「楊令公」などの題目が残っている。このように似たような過程を経て同時期に成立した小説であるため、互いに影響を与えた痕跡が見られる。中でも『水滸伝』第IV部分すなわち遼国征伐は、モチーフが『楊家将』と同じであり、登場する地名や戦法・陣形などは『楊家将』の影響がみられる。また『水滸伝』の登場人物呼延灼は征遼部分で大活躍するが、『楊家将』でも呼延賛が大活躍している。呼延賛は実在の武将で『宋史』巻279に伝が残る人物で、『楊家将』では鉄鞭（日本語で言うムチではなく、節のある打突武器）を振るって活躍する。『水滸伝』の呼延灼は呼延賛の子孫という設定となっており、あだ名は「双鞭」であるが、宋江三十六人賛や『宣和遺事』では呼延綽（灼と綽は同音）のあだ名が「鉄鞭」になっているなど、『楊家将』の影響がうかがえる。

## 水滸伝の続篇
『水滸伝』は上記のように百回本で小説としての体裁が整い、その後挿増を施した百二十回本が成立。最終的には金聖歎による七十回本の成立で主要各版本の完成をみる。しかしその後も作品の人気の高さから、幾人もの作家が『水滸伝』の続篇を著すなど、水滸伝物語の進化は、小説としての完成以後も止まることは無かった。各続篇がどの版本を元に書かれたのか、および成立年代がいつなのかという問題は、『水滸伝』各版本の成立時期や過程そのものにも密接に関連するため、続篇の研究は『水滸伝』成立史の上からも重要な問題である。『水滸伝』の続篇とされる小説の種類は非常に多く、枚挙にいとまないが、ここではそのうち代表的なもののみを概説する。

### 金瓶梅

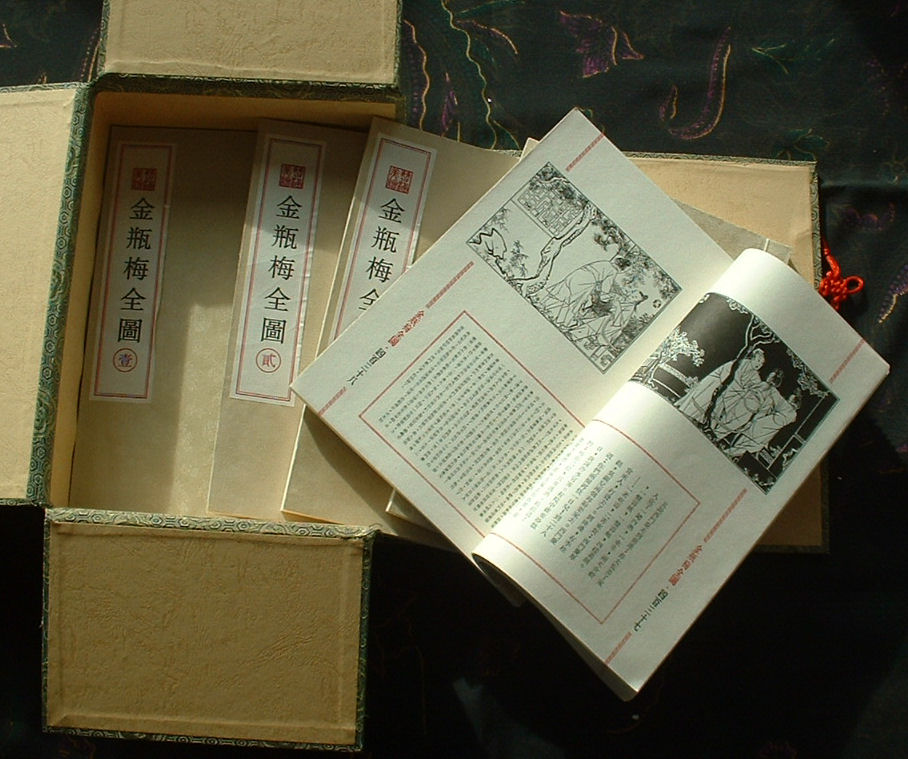
金瓶梅

『水滸伝』第23回から32回の武松を主人公とする話は「武十回」と呼ばれ、人気が高い。中でも第24回から26回の「西門慶・潘金蓮殺し」は構成に推理小説のような緻密さを持ち、また人物描写も生き生きとしており、読者からの評価が高い部分であった。
そこで、水滸伝からこの部分のみを取り出し、さらに主人公を逆に武松に殺される西門慶・潘金蓮として、人間の欲望（性欲・金銭欲）を前面に出した豪華絢爛にして頽廃的な物語として作られたのが『金瓶梅』全100回である。いわば『水滸伝』のスピンオフ作品として作成された。成立は『水滸伝』からそれほど遠くなく、万暦年間と推定されている。著者は「蘭陵笑笑生」と名乗る作家であるが、正体は不明であり、様々な説が出されている。
題名の金瓶梅は西門慶の妻妾である潘金蓮・李瓶児・龐春梅の名を取ったものであると同時に、人間の欲望を象徴する金、酒、色事を代表したものでもある。冒頭部分の数回はそのまま『水滸伝』の武十回から採用しているが、西門慶は殺されずに生き残り、西門慶・潘金蓮の乱脈ぶりを描いた後、最終的に潘金蓮が武松によって殺される筋となっており、『水滸伝』との整合性をとっている。なお『金瓶梅』は現在、『水滸伝』と並んで四大奇書の1つに数えられている。

### 水滸後伝
『水滸伝』百回本の続篇として、混江龍李俊を主人公に書かれた作品。著者は明末清初の陳忱（1613年 - 1670年?）で、初版刊行年は康熙3年（1664年）。全40回からなる。『水滸伝』第99回で、方臘征伐終了後の凱旋途中、李俊は病気と称して童威・童猛とともに梁山泊軍から離脱し、方臘戦中に知り合った上青らとともに暹羅（現在のタイ王国ではなく、澎湖列島の向かいにあるとされる南海の島）に出航して、そこで王になったと記述されていることにヒントを得て、話を膨らませたものである。梁山泊軍の生き残りの武将や、『水滸伝』本篇中に出てきた人物が多く登場している。作者の陳忱は明の滅亡後も満洲族王朝の清に従うことを潔しとせず、反清勢力を組織してレジスタンス活動を行っていたともいわれ、その精神がストーリーにも反映されている。
第1回に前作を簡単にまとめた箇所があり、その中で「招安を受けて遼を征伐し、方臘を滅ぼし、幾度も功績を立てて」という記述がある。征遼・方臘故事は意識しつつも田虎・王慶について触れられていないことから、百二十回本ではなく、百回本の続篇として作成されたことが分かる。
また、日本から「関白」率いる軍が出陣したり、李応が薩摩に漂流するなど、日本に関する記述が登場する作品でもある。豊臣秀吉が行った2度の朝鮮出兵（1592年 - 1598年）の際に、日本と明が交戦したことの影響によるものであろう。

### 説岳全伝
銭彩・金豊らによって康煕23年（1684年）頃書かれた『精忠演義説本岳王全伝』（通称『説岳全伝』）は、時代的に『水滸伝』の直後に活躍した南宋初期の武将岳飛を主人公とした物語である。『説岳全伝』では第3回で岳飛の師の周侗（史書では周同）が、かつての梁山泊の豪傑林冲・盧俊義の師でもあったことが語られ、第27回では『水滸伝』の登場人物である張青・董平・阮小二の子が登場して岳飛の配下に加わる。また樊瑞・呼延灼・燕青・韓滔など梁山泊軍の生き残りもしくはその子孫たちが登場するなど、水滸伝を意識した作品となっている。
『説岳全伝』でも『水滸後伝』と同様、田虎・王慶に触れた部分がない一方で、金聖歎の編集による梁山泊悪人観が見られず、林冲や盧俊義の最期も百回本に準じていることなどから、百回本を参照したと思われる。なお、現在残る『説岳全伝』最古の刊本は同治9年（1870年）のものである。

### 蕩寇志
『蕩寇志』は紹興の兪万春（1794年 - 1849年）によって書かれた七十回本の続篇である。完成までに22年を費やし、死に至るまで書き続けた作品となった。全70回。大きな特徴は、いきなり第71回から始まることで、明確に『水滸伝』七十回本の続篇として作成されたことを物語っている。作者の兪万春は百回本・百二十回本は羅貫中による改悪であるとの金聖歎の主張を是認していた。盗賊行為を悪として糾弾する金聖歎の主張をさらに推し進め、梁山泊軍が朝廷から討伐される様を描いた異色の続篇となっており、生き残った36人もすべて八つ裂きの刑（凌遅処死）に処せられる。題名の「蕩寇」とは「賊を平らげる」という意味である。西洋人軍師「バイワルハン」も登場する。兪万春が没した翌年、太平天国の乱が勃発すると、清朝政府が『蕩寇志』を大量に印刷・配布するなど体制側の宣伝として使われ、逆に叛乱軍の太平天国側は版木をすべて廃棄させたという。

### その他
上記に挙げた続篇のほかにも清代には青蓮室主人による『後水滸伝』、陸士諤の『新水滸』、西冷冬青の『新水滸』など、様々な作品が書かれた。中華民国代になっても梅寄鶴『古本水滸伝』、姜鴻飛『水滸中伝』、劉盛亜『水滸外伝』、程善之『残水滸』、張恨水『水滸別伝』『水滸新伝』など、多くの模倣作品を生んでいる。これらの作品は七十回本の続篇が多く、中国における七十回本の隆盛を物語る証左ともなっている。

## その他の論点
その他『水滸伝』各版本や物語の成立過程に関わる、様々な話題を以下で取り上げる。

### 地理の不正確さ

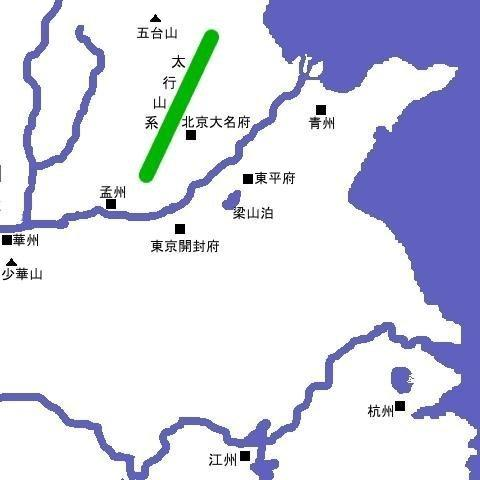
水滸伝関連地図

『水滸伝』には様々な地名が登場するが、それらの位置関係については、甚だ不正確である。既述のごとく、すでに『大宋宣和遺事』の段階においても、遙かに離れた太行山と梁山泊を同じ地名に押し込むという無理を生じている。
登場人物の一人、黄信（第38位）のあだ名「鎮三山」は、青州（山東省）に巣食う3つの山賊団である清風山・二竜山・桃花山（これらは架空の地名である）を一網打尽にすると普段から豪語していたことからついたものだが、この「青州三山」という表現は黄信が初登場する第33回以降、物語上でしばしば登場する（清風山の山賊が梁山泊入りした後は、代わって白虎山が入る）。しかし第5回で魯智深が五台山（山西省）から東京開封府（河南省）へ向かう途中に、桃花山の李忠と再会する場面がある。開封は五台山から見てほぼ真南にあり、その途上ではるか真東に存在する青州にあるはずの桃花山の近くを通るのは、全く理に合わない。
一方、二竜山はそこに拠る魯智深・楊志などが関西（陝西省）出身であること、元になった花石綱故事（宣和遺事）が太行山脈にまつわる逸話だったこともあり、話題に絡む周辺の地名（魯智深が二竜山の場所を聞いた孟州十字坡、楊志が生辰綱を奪われた黄泥岡など）は多くが太行山（山西省）系と思われる節があり、青州にあるという設定と矛盾する。特に楊志が第13回から第17回にかけて、北京大名府（河北省。現在の北京市ではなく邯鄲市にあたる）から西南方向の東京開封府へ向かう際「黄河を渡らず山道を使って二竜山・桃花山・黄泥岡・赤松林を通過する」という記述があるが、ここではるか東の青州にあるはずの二竜山・桃花山が登場するのは甚だ不自然である。これらの事実から、二竜山・桃花山・黄泥岡などの地名は本来、山東省の青州ではなく山西省の太行山系の地名として作られた可能性が高く、太行山系で育まれた物語群を梁山泊を中心とするストーリー構成に再編する際、華北一帯の地理に疎い編者によって地名が整理されないまま、青州の山としての記述が残されたことを示唆する。
ところが北方の地理の不正確性に比べると、南方の江南地域に関する記述は格段に詳細・正確になっている。特に終盤の対方臘戦（第91回から第99回）では、詳細な地名が正しい位置関係のまま登場している。ただし史実の方臘の乱で戦が行われた場所よりも、広い地域が舞台となっている。とりわけ杭州における攻防戦では、かなり詳細な地理が正確に反映されており、この部分の執筆を担当した編者は、華南の地理に相当詳しかったことがうかがえる。
また元代の雑劇（たとえば『李逵負荊』など）における冒頭の宋江の自己紹介では「江州牢城営に配流と決まった後、晁蓋兄貴に救われた」とあり、宋江は実際に江州へは行っていないような語りだが、現行『水滸伝』では第36回から第41回までは江州牢城において長く物語が展開し、多数の重要人物がその地で仲間となっている。これら杭州や江南地方の地理が詳細に書かれたのは、水滸伝成立の後半段階に入って、杭州近辺の物語作家が現地商人や離着任時に船便を使用した官僚などを想定読者とし、それら読者へのサービスとして書いたためと思われる。これらの事実から、中鉢雅量は太行山脈で培われた盗賊説話を梁山泊と結びつけ、全体を再構成したのは杭州近辺の編者であったと推測している。

### 征遼故事について
百二十回本の第V部分（田虎・王慶征伐）については、当該部分が含まれない百回本が存在する上、それぞれ切りの良い10回分ということや、その前後で梁山泊軍に増減がないことなどから、両者が後からの挿増であることは比較的容易に結論できることは前述した。しかし、田虎・王慶征伐と類似する説話である第IV部分すなわち遼国征伐についても、前半部分とは文体や体裁がかなり異なっており、しかも梁山泊軍の人物の増減がないことから、後から挿入された可能性がある。胡適・魯迅・孫楷第・鄭振鐸・余嘉錫・厳敦易ら中国の学者にはこの立場をとる者が多い。ただし、田虎・王慶征伐と異なり、征遼故事が挿増されていない状態の古本が見つかっていないこと、征遼故事が第83回から第91回という分量的に中途半端なことなどから、これを否定する意見も多い。もし征遼故事が『水滸伝』完成前に挿増されたものだとすれば、それ以前は全92回だったことになる。5回をまとめて1巻とするなどの形式で出版される章回小説で92回という中途半端な回数は考えづらい。鄭振鐸は征遼故事を含まない92回分の『原・水滸伝』の存在を想定し、郭武定侯が8回分の征遼故事を挿入したと主張し、厳敦易は元々100回分であった『原・水滸伝』の全体を改組して8回分を空け、征遼故事を間に挿入したとする。しかし、なぜ8回分と中途半端な分量なのかや、全体を改組して新たな部分を挿増するほどの改変を行ったにしては征遼故事部分の出来が良くないことなどから、首肯しがたい。
また第54回に羅真人が公孫勝に対して告げた予言で征遼故事を示唆していること、征遼故事の後の第94回・100回に征遼を回顧する文言があることなどから、前後から全く独立している田虎・王慶征伐とは違い、前後にも多少影響を及ぼしていることがうかがえる。
そもそも百二十回本の発凡（前書き）に楊定見（もしくは袁無涯）が「郭武定本（百回本）が寇の中から王慶・田虎を削除して遼国を加えたのはまずいやり方だ」と書いてあることから、征遼故事が後から加えたという説が生まれたが、この発凡の文章自体は第72回の柴進が宮廷睿思殿に潜入した際に書かれていた四大寇を三大寇に変えたことを言ったものであり、征遼故事そのものの挿増を意味するものではない。
はっきりしない征遼故事とは対照的に、第VI部分の方臘征伐は初めから水滸伝の物語に組み込まれていた。上に見たごとく『水滸伝』の成立以前の『宣和遺事』の段階で、すでに宋江の梁山泊軍団の物語が方臘征伐がセットとなっていた。そこで宮崎市定は、方臘征伐後に梁山泊軍団を崩壊させるという構想を実現するために、その直前に征遼故事が用意されたとする説を唱えた。具体的には公孫勝の退場の契機として用意されたという説である。梁山泊軍は最強の精鋭軍団であるが、その強さを最終的に担保するのは、入雲龍公孫勝が使う道術（魔法）による攻撃である（特に征遼故事部分でそれは著しい）。公孫勝の魔法がある限り、方臘征伐で梁山泊軍が消耗することはあり得ない。実際、征遼では108人中1人の戦死者も出ていない（方臘征伐では59人が戦死する）。これでは公孫勝がいる限り、方臘戦後に梁山泊軍が崩壊する結末にはならない。ところが公孫勝は本来、至高の道士・羅真人の弟子として修行中の身で、師匠から盟友たちに義理を果たす間だけ俗界に下りることを許されていた立場であった。そのため、公孫勝一人を円満に物語から退場させることを想定して、彼に仲間への義理を果たさせる場として用意されたのが征遼という舞台であり、『水滸伝』成立当初から方臘征伐とセットだったという説である。実際に公孫勝が征遼戦後（百二十回本では田虎・王慶征伐後）に梁山泊軍から去ったことで、その後の戦闘で早くも初めて戦死者（陶宗旺・宋万・焦挺）が出る。高島俊男もこの見方を支持し、やはり梁山泊軍の不滅の象徴であり、死にかけの者をも復活させる腕を持つ神医安道全が、方臘征伐序盤の第94回で徽宗皇帝のささいな疾患を理由に都へ召還されたことが、方臘戦で死者が続々と出るきっかけとなったことを指摘して、これを補強した。
これに対し佐竹靖彦は、史実の方臘軍が朝廷から邪教集団として捉えられていたことからヒントを得て、それを元に物語化した段階で方臘軍に魔法使い（鄭魔君・包道乙など）が設定され、それに対抗する存在として公孫勝（公孫勝は宋江三十六人賛の段階ではメンバーに含まれていない）という人物が作り出されたものの、その存在意味に気づいた別の編者が、活躍場所を対方臘戦から遼国征伐に移したとの説を採る。いっぽう中鉢雅量は、梁山泊軍が敵城を攻略する際に常套手段として用いる「敵の仲間に偽装して城内に入り込んで暴れ回り、城中の混乱に乗じて城外からも攻め込む」という定番パターン（百回本では第59回、第91回、第93回、第95回、第98回などに見られ、特に方臘征伐の段に多い）が、征遼の段においては似たような機会がありながら全く用いられていないことに注目し、征遼故事と前後の非連続性を指摘した。また、小松謙・高野陽子の研究では、各回の終末に現れる「次回の展開は如何に」を意味する「怎地」という語彙が第71回から第80回までの間に7回も使用されているのに比べ、征遼故事にさしかかる第81回から第88回では、「怎生」（怎地とほぼ同義だが、他の箇所では見かけられない語）が3度も現れることから、その前後の部分と成立過程が異なる可能性を指摘している。いずれにしろ、征遼故事が無い中間形態の古本が現存していないため、『水滸伝』成立のどの段階で征遼故事が取り入れられたのかは現時点では確定できない。

### 史進のなじみ娼妓

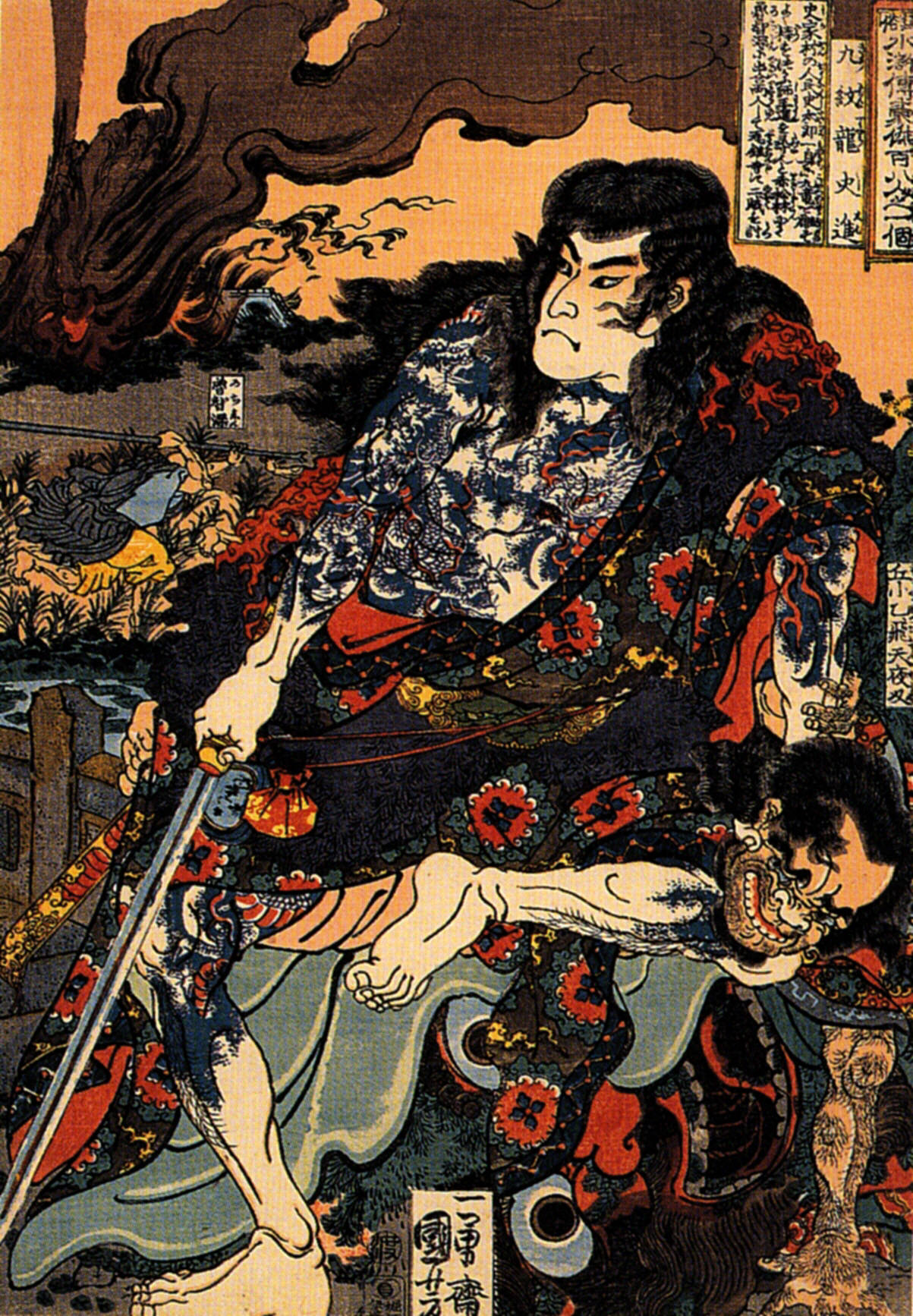
歌川国芳「通俗水滸伝豪傑百八人之一個・九紋竜史進」

九紋龍史進（第23位）は後に梁山泊に結集することになる108人中、先頭を切って物語に登場する重要人物であり、第2回に史家村の世間知らずの若旦那として登場し、紆余曲折の末、少華山の山賊に身を落とした後、しばらく話から消え、第58回で再登場して梁山泊入りする。すなわち史進は物語上、史家村・少華山・梁山泊にしか滞在したことがない。しかし第69回、梁山泊の最終的な頭領を決めるために東平府を攻めた際、策略を献言した史進は「かつて東平府にいた時、李瑞蘭というなじみの芸妓がいた」と発言しており、前述の経歴と一致していない。いっぽう『水滸伝』成立前に作られた元雑劇の『都孔目風雨還牢末』では、史進という名の人物が登場しており、役柄は東平府の小役人である。史進に関しては二系統の話が存在し、『水滸伝』の成立に際して『還牢末』系統の話も取り入れられた結果、本文中に矛盾を生じたものと思われる。
なお、史実の「宋江三十六人」集団で宋江以外に名前が分かっている人物はいないが、宋江一党であったと称する史斌という人物が建炎元年（1127年）に興州で蜂起しており、史進のモデルと言われることもある。

### 林冲像の形成
豹子頭林冲（第6位）は、現行『水滸伝』で序盤に魯智深・柴進・楊志ら重要人物を橋渡しする役割を持ち、人気も高い人物であるが、先述のように『癸辛雑識』に引く宋江三十六人賛の中にその名は見られず、比較的新しいキャラクターである。その容貌は「身長八尺、豹頭環眼、燕頷虎鬚」と形容され、丈八蛇矛を用いるという描写は、『三国志演義』の張飛の描かれ方と全く同じであり、実際に彼は梁山泊内で「小張飛」とも呼ばれている（第48回）。しかしながら、短慮で粗暴な性格ながら楽天的・喜劇的な人物として描かれる張飛とは異なり、林冲は沈着冷静で悲観的・悲劇的な人物であって、張飛的な外見とは大きな隔たりがある。すでに述べたように明初の雑劇『豹子和尚自還俗』では、豪放磊落な（張飛的な性格を持つ）魯智深が同様のあだ名で呼ばれており、「豹子」の語は張飛的なキャラクターを表すあだ名になっていたことがうかがえる。これは、梁山泊の序列で林冲の1つ上に位置する第5位の関勝が、張飛の義兄であった関羽の子孫で、容貌も関羽そっくりという設定があったことから、『三国志演義』の関羽・張飛のペアと対比する形で、関勝・林冲の組み合わせとして性格設定されたと見られるが、現行『水滸伝』の林冲に関する物語からは、張飛的なエピソードはあまり多くない（また、物語上での関勝と林冲の絡みも少ない）。

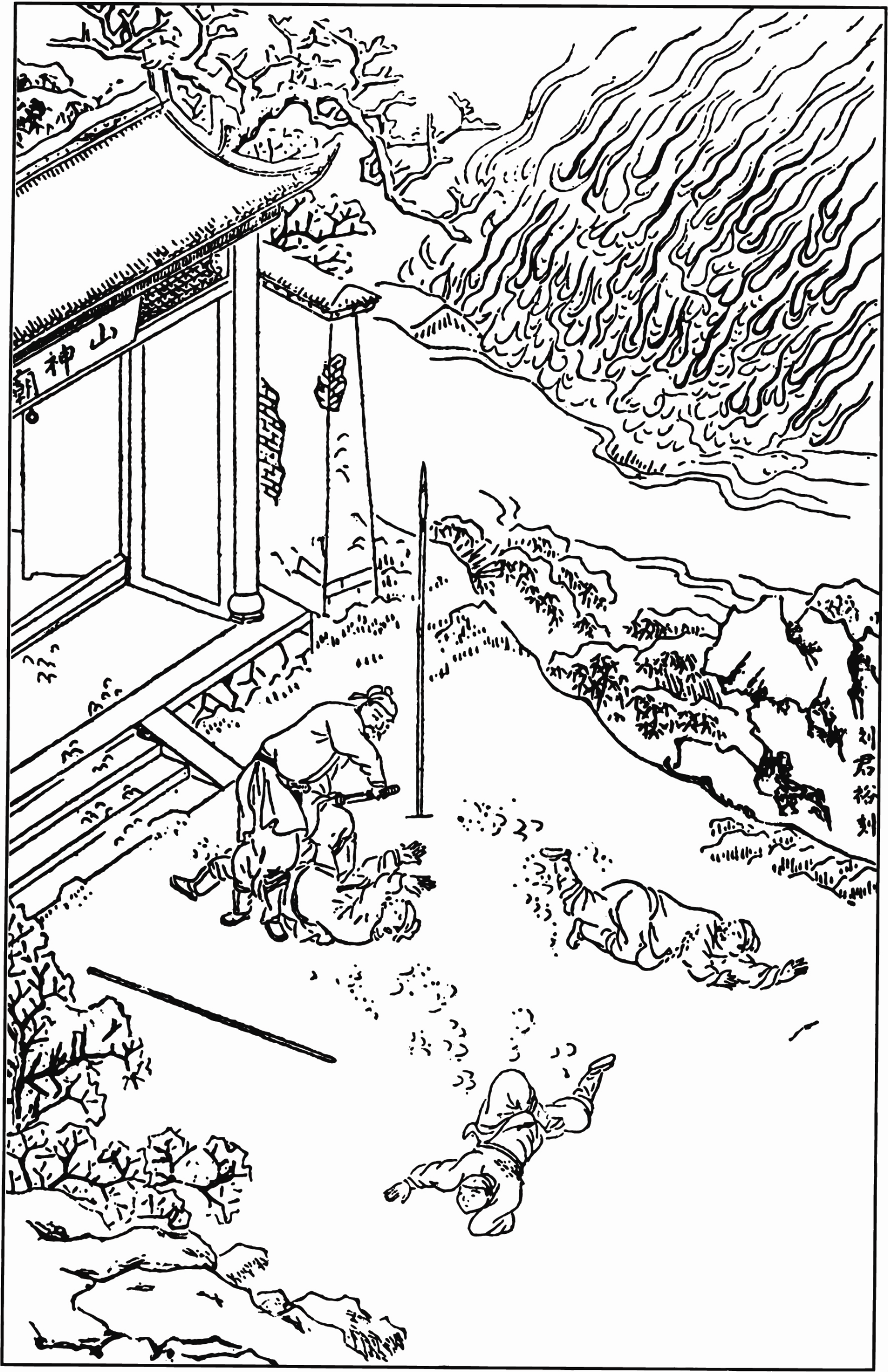
林冲、火もて草糧場を焼く

ただし、おおむね冷静沈着である林冲の性格も、途中で幾たびか変化する場面が見られる。林冲が主役として活躍する物語は第7回から第11回までであるが、後半の第10回には陸謙を殺害した後、雪山を逃亡する途中に焚き火で暖を取っていた農民に酒肉を求めて断られると、力尽くで農民らを追い払い、一人で酒を飲んで酔いつぶれ、逆に捕らわれてしまうという破天荒・自暴自棄的な姿が描かれ、それまでの林冲像とかなり矛盾している。これを無実の罪で陥れられ、やむなく殺人を犯すという破滅的な局面に追われた林冲の性格の変化と捉える高島俊男のような見方もあるが、この場面での林冲の性格は、むしろ『三国志演義』における張飛の描かれ方と同じである。このほかにも林冲を恩人と慕う李小二が「林教頭は短気なお人で、すぐに人殺しや火付けをなさる」と述べるなど（実際の林冲はそのような行動は見られない）、張飛的性格の残滓がいくつか『水滸伝』にも見られる。
一方で、崑曲や京劇など演劇の世界では通常、林冲はひげのない二枚目役者が演じることが慣習となっており、生真面目な性格の悲劇的な人物として描かれていた。このような相反した林冲像は、元々の小説的構想であった「小張飛」的林冲という造形の上に、演劇などで演じられる二枚目で冷静な林冲の物語をかぶせてできあがったためと思われる。
演劇における林冲物語は「夜奔」と呼ばれ、これは明代中期に李開先(zh)（1502年 - 1568年）が作成した『宝剣記』という南曲が元になっている。『宝剣記』における林冲は、愛妻との別離や悲劇のヒーローぶりが『水滸伝』と共通しており、『宝剣記』の林冲夜奔物語が『水滸伝』物語の形成過程で取り込まれた可能性がうかがえる。しかし『宝剣記』は李開先の自序によれば嘉靖26年（1547年）の成立であり、百回本として確立した郭武定本の成立期（1540年頃）よりも後に書かれたと見られるため、逆に『宝剣記』が『水滸伝』の林冲物語を参考にして書いたものと見なされてきた。ただし近年の小松謙の研究により、李開先はこの物語を一から作ったのではなく、交流のあった劉澄甫や陳溥の父が作成した話を集大成したことが判明し、物語成立自体は数十年さかのぼる可能性が指摘された。また陳与郊が『宝剣記』を改作した南曲『霊宝刀』（1617年）が、『宝剣記』の記述を『水滸伝』の物語と整合性を取る方向で改変していることからも、原『宝剣記』が『水滸伝』の前に成立し、その林冲物語に影響を与えている可能性が高まった。
『宝剣記』では、林冲の官職が『水滸伝』よりも高く設定されていたり、配流される途中に出会った公孫勝が参軍という歴とした官僚として登場するなど、林冲・公孫勝の地位の設定が『水滸伝』と大きく異なる。両者はともに宋江三十六人賛の中に数えられておらず、『大宋宣和遺事』の段階でも名前のみ登場する影の薄い人物である。独自の物語を持たず名前のみが伝えられた2人を用いて作られた新しい物語が原『宝剣記』であり、それが水滸伝形成過程で取り入れられたものと思われる。

### 燕青のモデル

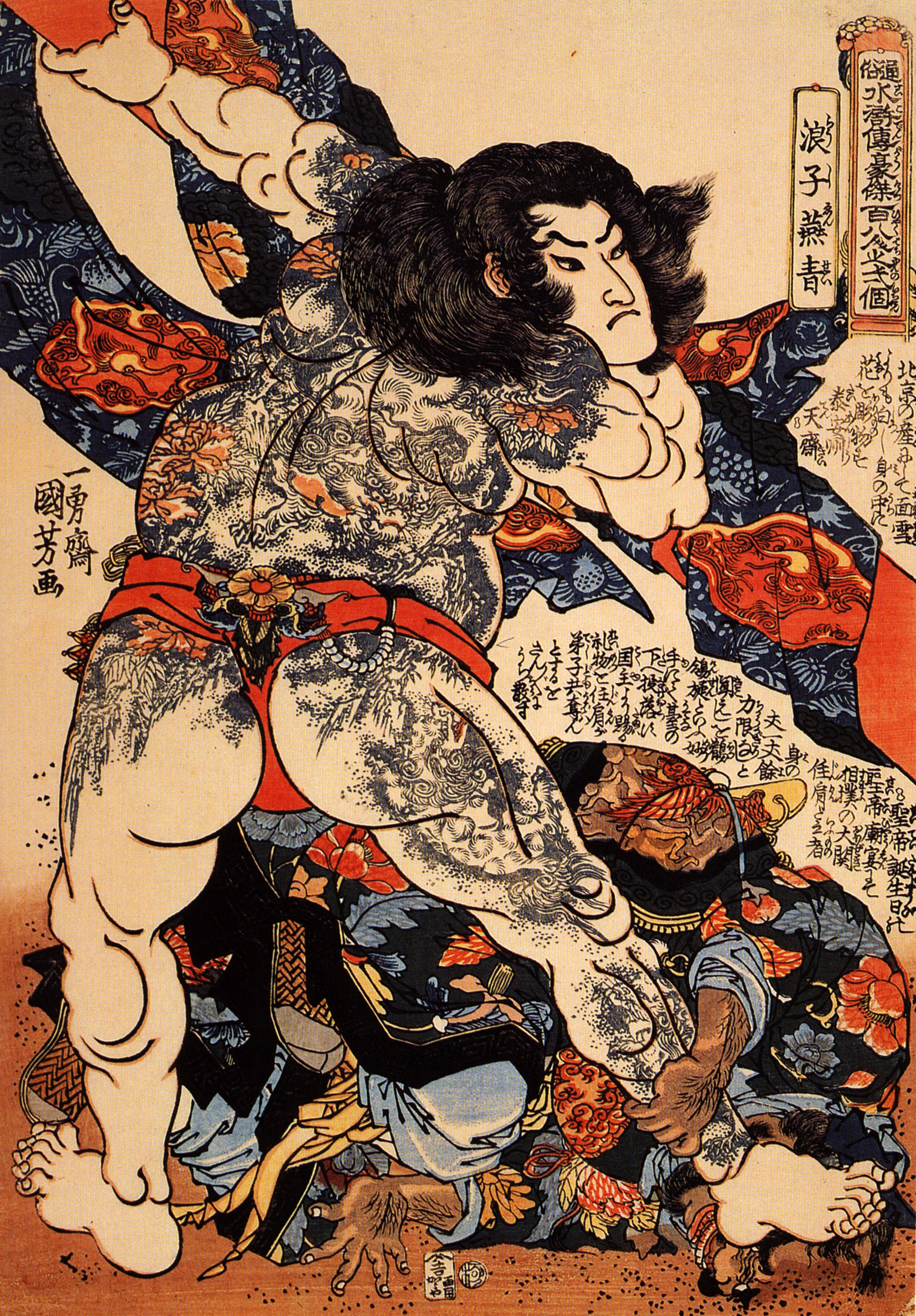
歌川国芳「通俗水滸伝豪傑百八人之一個・浪子燕青」

浪子燕青（第36位）は、童顔の美男子で鮮やかな入れ墨をしており、多芸多才。女性に対して潔癖であり、力持ちで武芸の腕も立ち、梁山泊一の暴れ者李逵をもおとなしくさせる器の持ち主でもあり、いくつもの側面を持った人気の高いキャラクターである。燕青がこのような複雑な人物造形となった背景には、様々な説話から成立した『水滸伝』の特徴が現れている。
元代の水滸戯に燕青は多く登場するが、この段階における燕青像には現在の『水滸伝』のキャラクターの片鱗も感じられない。水滸戯の一つ「燕青博魚」では約束を守れず梁山泊を追放され失明し、魚の賭け売りにも敗れる情けない大男という設定で、容貌も性格も全く異なっている。
『水滸伝』に描かれるような武芸の達人としての顔、たとえば第74回に燕青が奉納相撲で擎天柱任原を倒す段などは、『清平山堂話本』（嘉靖年間に刊行された小説集）に所収の「楊温攔路虎」（楊温が東岳廟の生辰祭で山東夜叉李貴を棒術で倒す話）から取り入れたものと思われる。一方で燕青の「浪子」な側面、すなわち多芸多才な遊び人という要素は、北宋代に実在した詞の名手である柳永（字は耆卿）を主人公とする戯曲や小説が元になっている形跡が見られる（『清平山堂話本』の中にも「柳耆卿詩酒玩江樓記」という話がある）。『清平山堂話本』の刊行時期は嘉靖20年代（1541年 - 1551年）が定説となっており、もしこれが『水滸伝』に採用されていたとすれば、『百川書志』に「忠義水滸伝一百巻」と記された1540年の段階ではまだ成立の途中であり、少なくとも第III部分（第72-82回）に関してはその後も容与堂本までの間に書き直された可能性が高いことになる。

### 名前からの造形
『水滸伝』の各人物の物語が成立する以前から、宋江三十六人の名簿やあだ名はほぼ確定していたが、個々の人物の性格や設定などは様々な物語を取り込む中で、徐々に固まっていったものである。その中には、先に決まっていた名前やあだ名に影響されて生じたとおぼしき設定も多い。
楊志（あだ名は青面獣。第17位）は、『水滸伝』では楊業（楊令公）の子孫という設定となっている。楊志は『宣和遺事』の段階から花石綱の失敗をめぐるエピソードの中心人物であり、羅燁の『酔翁談録』にも「青面獣」という作品があることなどから、物語上重要なキャラクターではあったが、その段階ではまだ楊令公の子孫という設定は無かった。楊という姓を持つ関係から、『水滸伝』成立後期の段階で、楊家将故事の影響を受け、楊令公の子孫という設定が附加されたものと思われる。
梁山泊の軍師である智多星呉用（第3位）は、宋江三十六人賛や水滸戯では呉加亮という名で登場し、また『宣和遺事』や明代の『豹子和尚自還俗』では呉学究という名になっている。現行『水滸伝』では、姓は呉、名は用、字は学究、号が加亮先生という、すべてを合わせたような名となっている。現行の呉用という名になったのはかなり遅い段階になってからのようである。加亮とは『三国志演義』に登場する名軍師・諸葛亮（孔明）を上回るという意味、学究とは学問を究めた者の意であるが、実際の『水滸伝』の物語上では、彼の策略は肝心の時に失敗することが多いため名前負けしており、「無用（役立たず）」と評価されることも多い。中国語では「呉用」と「無用」は同じ発音（Wú Yòng、ウーヨン）であることから、『水滸伝』成立の最終段階であえて呉用という名がつけられた可能性もある。
柴進（あだ名は小旋風。第10位）は宋江三十六人賛や『宣和遺事』の段階では、李逵（あだ名は黒旋風。第22位）の次に並ぶ人物であり、明らかに李逵の弟分として設定されていた人物であった。同様に「小」をつけて弟分であることを表したあだ名のペアとしては「没遮攔」穆弘（第24位）と「小遮攔」穆春（第80位）、「病尉遅」孫立（第39位）と「小尉遅」孫新（第100位）などの例がある。しかし柴という姓を持つことから、北宋に禅譲した前代の後周王朝の名君柴栄（世宗）と結びつけられ、その子孫という設定となり、由緒ある名門で温厚篤実な名士という人物となったものであろう。そのため、あだ名の小旋風が温厚な性格と合わずに意味不明となり、また本来兄貴分であった李逵よりも上位に位置づけられることになった。現行『水滸伝』第52回では、逆に黒旋風李逵が小旋風柴進の屋敷に厄介になる話まで存在する。
托塔天王晁蓋は現行『水滸伝』では、梁山泊における宋江の先代の頭領であり、108人が結集する前に戦死してしまう人物である。『宣和遺事』の段階ですでに36人が勢揃いする前に他界するキャラクターとなっている。しかし「鉄天王（銕天王）」晁蓋は、宋江三十六人賛では第34位、『宣和遺事』では36位と低位の人物であった。元代の水滸戯では宋江が先代頭領の晁蓋が三たび祝家荘を攻めて戦死したと述べており（現行『水滸伝』では曾頭市を攻めた際に戦死しており、梁山泊軍が祝家荘を攻めるのは一回である）、『豹子和尚自還俗』では曾頭市で戦死したとしながらも呉加亮に次ぐ2位、『七修類稿』では宋江に次ぐ2位と非常に地位を上げている。鉄天王というあだ名から、武神である毘沙門天王（多聞天。中国においては唐初の名将李靖と結びつけられて「托塔李天王」と呼ばれる）が想起され、梁山泊全体の守護神の役割を与えられた可能性がある。逆に大塚秀高は、『宣和遺事』の晁蓋から宋江への頭領交代劇が、『楊家将』の宋太祖（趙匡胤）と太宗（趙光義）兄弟の関係に類似すること、「晁宋」が「宋朝」もしくは「趙宋」をにおわせることから、晁蓋・宋江の関係は太祖・太宗の関係を暗示したもので、晁蓋は宋江の先代首領の地位を約束されていたものであり、銕天王はこれにちなんでつけられたあだ名の可能性があると主張している。『水滸伝』には梁山泊と敵対する北京大名府の守将にも「李天王」のあだ名を持つ李成という人物も登場する。なお晁蓋は、雑劇の段階では「三打祝家荘」すなわち3度祝家荘と戦った際に戦死したことになっていた。しかし現行『水滸伝』では祝家荘と戦うのは1度のみで晁蓋は出陣しておらず、晁蓋が死んだのは曾頭市との戦闘である（曾頭市と梁山泊軍は2度戦っており、祝家荘と合わせると3度となる）。これは元々「祝家荘で晁蓋が戦死する」という話を異なる箇所に分割して水増しした上で、祝家荘物語と曾頭市物語二つを別々の位置に挿入たものとみられる。

### あだ名の謎
梁山泊108人中に女性は3人のみで、中でも随一の美女である扈三娘は「一丈青」というあだ名を持つが、このあだ名の意味はよく分かっていない。宋江三十六人賛では燕青の賛に「太行春色 有一丈青」と謳われ、『宣和遺事』では一丈青張横という人物が登場している（ただし一覧表には不在）。一丈は長さの単位であり、108人中最高身長の郁保四の背丈が1丈であるが、単に細長いものの形容としても用いる。青については刺青（入れ墨）を指すとするもの、蛇を指すとするものなどの諸説があるが、扈三娘は良家の女性という設定となっており、入れ墨をしているとは思えない。余嘉錫は『水滸伝』と近い南宋初の時代を描いた『三朝北盟会編』巻138に、盗賊馬皋の妻で一丈青という女性の記述があることを指摘し、これが水滸伝に取り入れられたものであると推測した。また岳珂による岳飛の編年譜『鄂王行実編年』にも、軍人・張用の妻で騎馬隊を率いて千人の敵にあたった女傑が一丈青と自称していたという記述がある。「一丈青」というあだ名はこれらの逸話が取り入れられた結果と思われる。
また、宋江はあだ名を2種類持っており、『水滸伝』本文中でほとんどの場合「及時雨」というあだ名で呼ばれる。これは宋江が貧しい人々に施しを与えることを「欲しい時に降る雨」にたとえたあだ名である。しかし、108人勢揃いの際に宋江の正式なあだ名とされたのは及時雨ではなく「呼保義」であった。呼保義とは保義郎（低位の武官の職名）と呼ぶ、という意味であり、本文中にそのような記述がないため、謎となっている。宮崎市定は保義郎の地位が金で買えたことから「旦那さん」という呼び名として用いられたものが宋江のあだ名に転用されたとし、余嘉錫は下男の謙称として保義が使われていたことから、宋江が謙遜した自称であろうとした。これに対し佐竹靖彦は、北宋時代の首都開封の繁栄を描いた『東京夢華録』や南宋時代の首都杭州の繁栄を描いた『武林旧事』などに、保義と名乗る宮廷芸人が多く登場することに注目し、雑劇や講談を語る芸人のことを保義と呼んだことが宋江のあだ名になったと推測している。宋江の弟宋清のあだ名が「鉄扇子」であり、これも講談に欠かせない小道具であることもこの説を補強する。『水滸伝』成立の上で講談・雑劇の果たした役割が、宋江のあだ名という形で残存しているとも言えよう。

### 人称に関わる話
『水滸伝』は各地に伝わる逸話を集積したこともあり、また登場人物の出身も様々であるため、人物の一人称表現に関してもバリエーションが見られる。現代中国語普通話で一人称はもっぱら「我」が用いられるが、かつての中国語では一人称は多数用いられた。『水滸伝』でもたとえば呉用は知識人らしく「小生」を用いるなど、性格設定による人称の違いも見られる。
「俺（アン）」は本来は一人称複数（われわれ）を意味していたが、明代に入る頃から尊大な一人称として用いられることが多くなり、複数形としては所有格（我々の、うちの）のみで用いられる傾向が強くなった。『水滸伝』本文では最初に登場する史進が「俺」を尊大な一人称として用いる人物である。しかし、物語が林冲が活躍する第8回以降にうつると、林冲は複数所有格の意味で「俺」を用いている。林冲の活躍が終わる第12回以降では再び一人称としての「俺」が用いられるようになる。このことからも林冲故事が前後の部分から独立しており、後から挿入されたことがうかがえる。同様のことは武松を主人公とする第23回から32回にかけての「武十回」にも言える。武松は「俺」を用いず、さらに尊大な一人称である「老爺（ラオイエ）」を使っており、逆に他の部分ではこの一人称はほとんど用いられない。武十回もまた、後からの挿入部分であると思われる。
また関西（陝西省）方言の一人称である「洒家（サーチャ）」を用いる人物は限られており、楊志や魯智深など少数である。楊志は第12回この一人称を用い身の上話（花石綱の失敗）を語るが、これは『宣和遺事』からの設定を引き継いだものである。しかしこの話を語っている場所は梁山泊（山東）であるにもかかわらず、語り初めで「この関西に流れ落ちております」という台詞がある。これは楊志の逸話が元々関西地方を舞台にした話として語られたことの残滓と思われる。またもう一人「洒家」を用いる人物である魯智深は第5回から6回にかけて赤松林（楊志が生辰綱を運ぶルート上の地点でもある）の近くで盗賊を倒す逸話があるが、馮夢竜（1574年 - 1646年）が当時の白話小説をまとめた三言の一つ『警世通言』の中の「趙太祖千里送京娘」で趙公子（宋太祖趙匡胤のこと）が赤松林で盗賊を倒す逸話との類似が認められる。この趙公子もまた「洒家」を用いており、「趙太祖千里送京娘」と『水滸伝』の魯智深説話は同じ由来を持つ別分岐の話ではないかと推測される。
このように人称や語彙の分析から、『水滸伝』の成立過程を探る研究も近年盛んとなっている。

### その他の登場人物
梁山泊に集う108人の好漢以外の登場人物の中にも、『水滸伝』の元になった講談や雑劇に由来すると思われる人名が散見される。第78回から80回に登場する、梁山泊討伐軍の十節度使などがその例である。
『水滸伝』第78回で、朝廷から梁山泊討伐の命を受けた高俅に率いられて出陣した10人の節度使（司令官）の名は、王煥・徐京・王文徳・梅展・張開・楊温・韓存保・李従吉・元鎮・荊忠であるが、彼らの中に南宋代の講談や雑劇が由来と思われる人名が含まれている。羅燁『酔翁談録』の朴刀ジャンルの中に「李従吉」「徐京落草」という名の作品が見られ、梅展との関連が想起される「梅大郎」という作品もある。また同じく朴刀の「攔路虎」は『清平山堂話本』に「楊温攔路虎」として所収され、楊温が主役であることが分かっている。王煥に関しても南宋時代の黄可道の雑劇に「風流王煥賀憐憐」という作品があり、元雑劇の「百花亭」に収録され、多芸多才の色男で武功を挙げて立身する英雄として描かれている。『宝文堂書目』にも「洛京王煥」という話本がある。これらの人物は『水滸伝』物語への合流が遅かったために、梁山泊集団に合流することなく（あるいは楊温のように換骨奪胎して燕青の人物像に採り入れられるなどして）、むしろ梁山泊軍の強さの引き立て役として名前だけ借りたという扱いになったと思われる。
また108人の中に入り損ねた人物もいる。第67回に登場する韓伯竜は、梁山泊入りを志願してきたが、宋江らが北京攻めで留守のため、朱貴の薦めで居酒屋で待機していた。ところが事情を知らない暴れん坊の李逵がその居酒屋で食い逃げしようとしたのをとがめたところ、李逵に殺されてしまうという気の毒な役割の人物である。しかし明代の雑劇『梁山五虎大劫牢』では韓伯竜は文武兼備、鉄棒で天下無双の豪傑であり、宋江は彼をどうにかして仲間にしようと李応や魯智深・阮小五らを派遣するというほどの大物であった。このように、梁山泊以外の人物の中にも『水滸伝』が成立する過程で入り込んで来た人物は少なくない。